# Хронологія російського вторгнення в Україну (вересень 2024)
Ця стаття є частиною хронології повномасштабного російського вторгнення в Україну з 24 лютого 2022 року, яка є частиною хронології російської збройної агресії проти України з 2014 року.
У вересні 2024 року Росія зазнала найбільших втрат у живій силі та техніці від початку повномасштабного вторгнення. Середні добові втрати живої сили перевищували тисячу солдат.
Про події попереднього місяця — див. у статті Хронологія російського вторгнення в Україну (серпень 2024).

## 1-10 вересня

### 1 вересня
Росія захопила села Михайлівка та Долинівка на південний схід від Покровська Донецької області, частково відійшли на лінію оборони в районі села Липці в Харківській області, утримати свої позиції в районі Липців і повернути втрачені. РФ досі не надала гуманітарний коридор для виходу громадян з Курської області, більш ніж через три тижні після того, як Україна почала вторгнення в регіон.
ЗСУ продовжували наступ в Курській області, ЗС РФ просунулися на північ від Харкова, південний схід від Куп'янська, південний схід від Покровська і південний захід від Донецька. РФ атакувала в напрямках Харкова, Куп'янська, Лиману, Сіверська, Краматорська, Торецька, Покровська, Кураховичів, Врем'ївки та Херсона, відбулося 182 бойових зіткнення. ЗС РФ здійснили 19 ракетних ударів, 71 авіаудар та 141 обстріл, ЗСУ продовжили операцію в Курській області.
Внаслідок російських атак у Сумській, Донецькій та Херсонській областях загинули три людини, дев'ять отримали поранення. Ще вісім осіб були поранені протягом ночі у Харківській та Дніпропетровській областях. 18 осіб, у тому числі шестеро дітей, отримали поранення в результаті ракетного обстрілу дитячого центру реабілітації та дитячого будинку в північно-східній частині Сумської області.

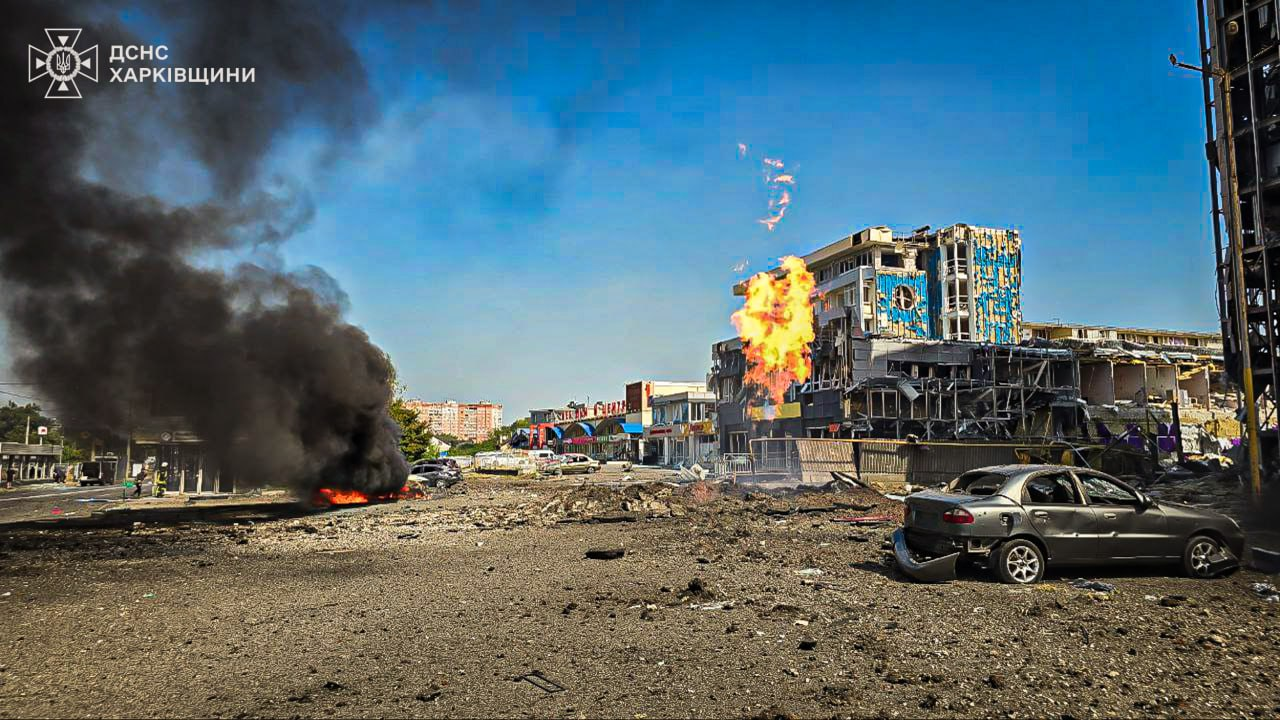
Руйнування у Харкові 1 вересня 2024

ЗС РФ обстріляли житловий район і будівлі в центрі Курахового Донецької області з установок «Ураган», в результаті чого загинули три людини і ще 11 отримали поранення, в тому числі кілька серйозних. Були пошкоджені житлові будівлі, будинки та автомобілі.
47 осіб, у тому числі семеро дітей і двоє медиків, були поранені в результаті більш ніж десятка російських атак (у тому числі трьома балістичними ракетами «Іскандер-М» і трьома ракетами С-300/С-400) на три райони Харкова. Було пошкоджено торговий центр, Палац спорту та житлові будинки. В результаті аварії військового навчального вертольота Мі-2 загинули двоє членів екіпажу.
Атаки українських БПЛА призвели до пожеж на Московському нафтопереробному заводі, що належить «Газпром нафті», та на Конаковській електростанції у Тверській області, одній з найбільших електростанцій у центральній Росії. Польоти з аеропортів Домодєдово та Жуковського були тимчасово призупинені.

### 2 вересня

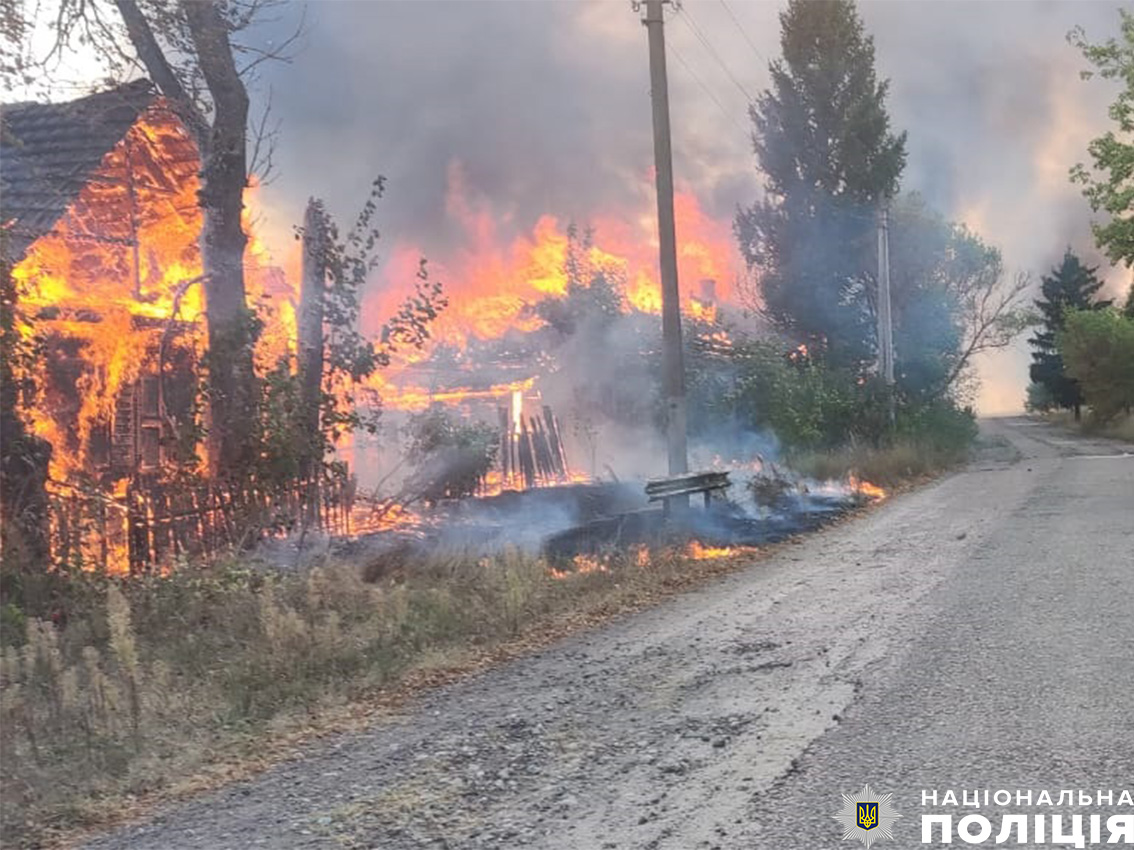
Будинки в Чернігівській області після російського обстрілу. Згоріло 38 будинків, постраждала церква

За даними ISW, ЗС РФ відновили позиції на схід від Коренев, ЗС РФ просунулися в напрямку Сіверська, Часового Яру, Покровська та на південний захід від Донецька. РФ такувала в напрямках Харкова, Куп'янська, Лиману, Сіверська, Краматорська, Торецька, Покровська, Курахового, Времівки та Херсона, де відбулося 197 бойових зіткнень, здійснила 33 ракетних удари, 68 авіаударів та 139 обстрілів.
Протягом ночі росіяни атакували Київську, Сумську та Харківську області 35 ракетами, в тому числі 16 балістичними ракетами «Іскандер-М/KN-23» (запущені з Брянської, Воронезької та Курської областей), 14 крилатих ракет Х-101 (з літаків Ту-95МС з Волгоградської області), чотири керовані ракети С-300/С-400 (з Бєлгородської області), одна ракета невстановленого типу (з Бєлгородської області) та 23 безпілотники «Shahid 136/131» (з Приморсько-Ахтарського району). Українська протиповітряна оборона знищила дев'ять ракет «Іскандер-М/KN-23», 13 ракет Х-101 і 20 безпілотників, а одна ракета Х-101 і три безпілотники не досягли цілей і були втрачені. РФ здійснила ракетно-безпілотну атаку на Київ, частково зруйновано водогін у Голосіївському районі, а також вхід до станції метро, який використовувався для захисту від бомбових ударів. Уламки впали щонайменше на чотири райони міста, спричинивши пошкодження автомобілів та нежитлових будівель.
Одна людина загинула і щонайменше троє отримали поранення в результаті російської атаки на річці Дніпро в Дніпропетровській області. Житлові будинки в одному з районів Дніпра були пошкоджені. Вночі РФ дійснила напад на Запоріжжя, в результаті чого загинуло двоє людей, включаючи 8-річного хлопчика, і ще двоє отримали поранення. Атака частково зруйнувала будівлю, а ударна хвиля та уламки завдали шкоди прилеглим будівлям. ЗС РФ атакували Харків керованими бомбами, поранивши щонайменше 13 осіб. Росія також скинула керовану авіабомбу на село Руська Лозова в Харківській області, внаслідок чого постраждала щонайменше одна людина.
Пожежу на нафтобазі під Пролетарською в Ростовській області, яка спалахнула 18 серпня 2024 року, загасили. Місцева влада повідомила, що під час гасіння пожежі постраждали щонайменше 49 пожежників.
Президент Зеленський зустрівся в Запоріжжі з новим прем'єр-міністром Нідерландів Діком Схофоом. Схофоом оголосив про плани надати Україні допомогу на $221 млн. Зеленський заявив, що Україна ще не отримала всю зброю, обіцяну Заходом. Західні країни значною мірою дозволили Україні використовувати зброю під час операцій у Курській області Росії, але багато країн досі не дозволили,, використовувати ракети великої дальності для атаки на військові об'єкти в Росії.
Міністерство оборони України прийняло на озброєння бронетранспортер «Хорунжий» вітчизняної розробки та виробництва. Це модернізація радянського бронетранспортера БТР-60, оснащена дизельним двигуном, який дозволяє машині розвивати швидкість до 80 км/год. Він також оснащений сучасною електронікою, камерами спостереження, кондиціонером, автономним генератором, що дозволяє працювати при вимкненому двигуні, і бойовим модулем з кулеметом калібру 14,5 мм або гарматою калібру 30×113 мм. Він може використовуватися як бронетранспортер для перевезення військ, евакуації з поля бою, ремонтна машина, командна машина і як самохідна мінометна установка.
Інформаційне агентство Bloomberg повідомило, що Іран може почати постачання Росії балістичних ракет протягом кількох днів.
Міноборони ввело в експлуатацію перший підземний стабпункт для ЗСУ для надання первинної медичної допомоги і стабілізації стану воїнів після поранення, він став першим у межах проєкту Міноборони з Медичними силами «Схід». Загалом проєкт передбачає будівництво більше двох десятків підземних стабпунктів.

### 3 вересня
За даними ISW, вважається, що Росія захопила село Галицинівка на південний схід від Покровська. ЗС РФ просунулися поблизу Торецька і Покровська та на південний захід від Донецька. РФ наступала в напрямках Харкова, Куп'янська, Лиману, Сіверська, Краматорська, Торецька, Покровська, Курахового, Врем'ївки, Запоріжжя та Херсона, де відбулося 207 бойових зіткнень. ЗС РФ здійснили три ракетні обстріли, 86 авіаударів, 97 артилерійських обстрілів та 1 406 польотів безпілотників.
РФ атакувала Україну, використовуючи три балістичні ракети «Іскандер-М/KN-23» (запущені з Криму), крилату ракету Х-59/Х-69 (з Курської області) та 35 безпілотників «Shahed-136/131» (з Курської області та Криму). Українська протиповітряна оборона збила 27 безпілотників, ще шість були втрачені і впали.

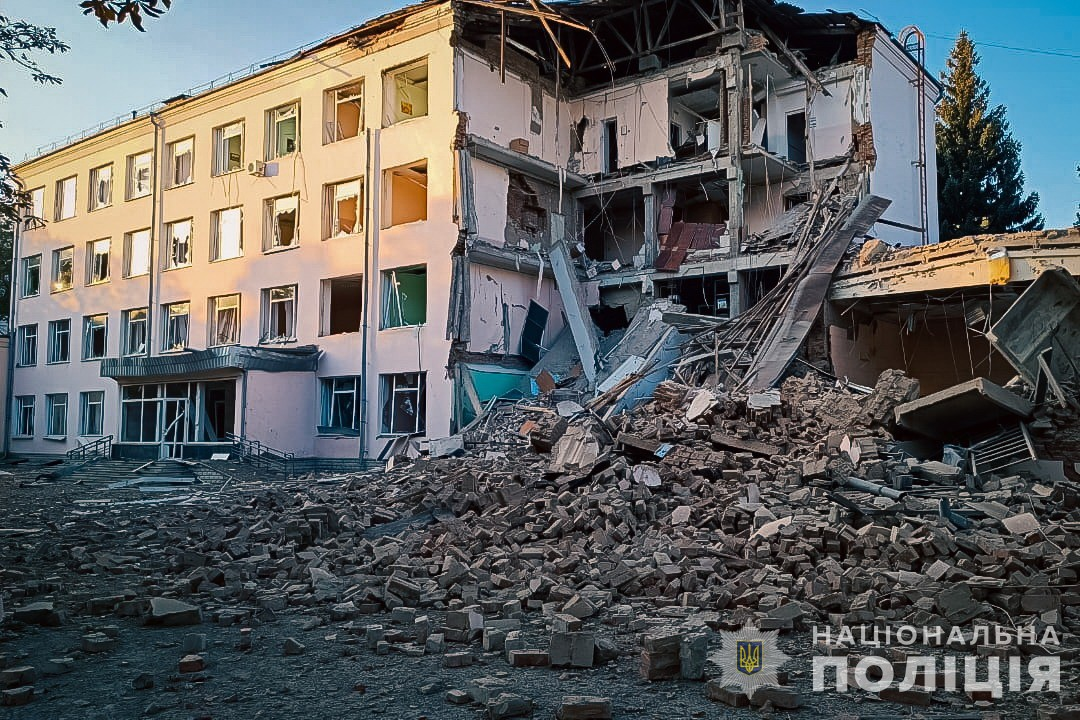
Один із корпусів Сумського державного університету після російського бомбардування ввечері 3 вересня 2024 року

Щонайменше 55 людей загинули і 328 отримали поранення в результаті російської ракетної атаки (з використанням двох балістичних ракет «Іскандер-М») на філію Військового інституту телекомунікацій та інформаційних технологій і розташовану поруч лікарню в Полтаві. За словами президента Зеленського, будівля інституту була «частково зруйнована».
Щонайменше одна людина отримала поранення від російського авіаудару, що пошкодив університет у Сумах. Після атаки у місті ще кілька вибухів.

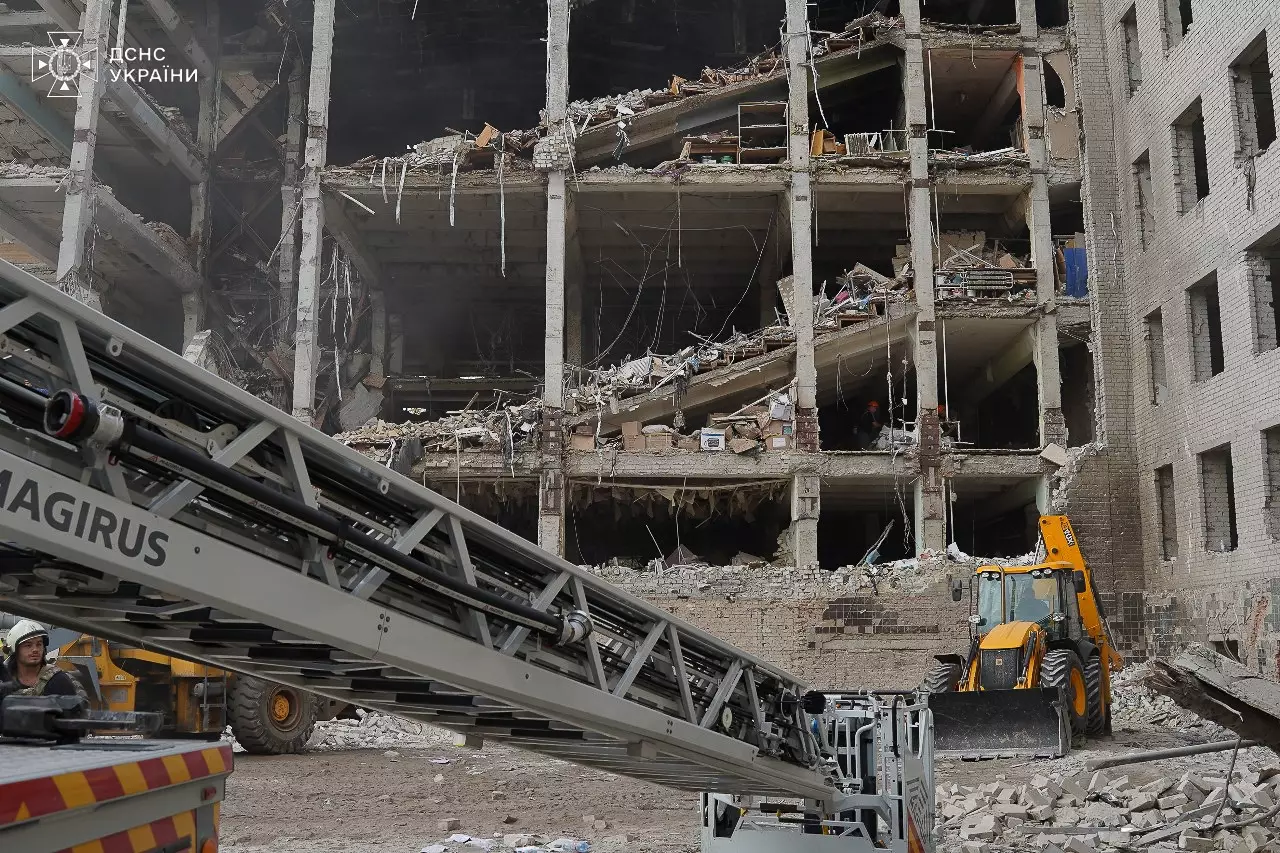
Фасад будівлі Військового інституту в Полтаві після влучання. 3 вересня 2024

«Українська бронетехніка» на виставці у Польщі представила бойову броньовану машину «Варта 2».
Італія виготовить для України батарею зенітного комплексу SAMP/T замість передачі готової системи зі своїх запасів. Про це повідомив міністр оборони Гвідо Крозетто в Празі під час Форуму глобальної безпеки GLOBSEC.
Міністр оборони Норвегії Бйорн Арілд Грам оголосив, що Норвегія надасть Україні приблизно $53,3 млн на придбання додаткових безпілотників і систем протиповітряної оборони.
Президент Зеленський заявив, що Україна планує контролювати частину Курської області протягом невизначеного періоду часу, описавши Курську операцію, як один із етапів завершення війни, який разом з другим мирним самітом України може змусити Путіна сісти за стіл переговорів.

### 4 вересня
ЗС РФ атакували Україну двома гіперзвуковими ракетами «Кинджал» (запущені з літака МіГ-31К з Тульської області), двома крилатими ракетами Х-22 (з літака Ту-22М3 з-за Чорного моря), шість крилатих ракет Х-101 з літаків Ту-95МС з Волгоградської області), три крилаті ракети «Іскандер-К» (з Криму) та 29 безпілотників «Shahed-136/131» (з Курської області). ЗСУ знищила чотири ракети Х-101, три ракети «Іскандер-К» і 22 безпілотники, при цьому шість безпілотників було втрачено, а один полетів у бік Білорусі. ЗС РФ здійснили серію безпілотних і ракетних атак на Львів, загинуло семеро людей, у тому числі троє дітей (немовля і дві дівчинки у віці дев'яти і 14 років), і 64 отримали поранення (семеро людей перебувають у критичному стані), у тому числі восьмеро дітей у результаті російського авіаудару по Львову. Пошкоджено щонайменше 50 будівель, у тому числі три школи, центр мистецтв, лікарні та житлові будинки, а кілька будівель біля центрального залізничного вокзалу загорілися.

Руйнування у Львові після нічного російського ракетного обстрілу. 4 вересня 2024
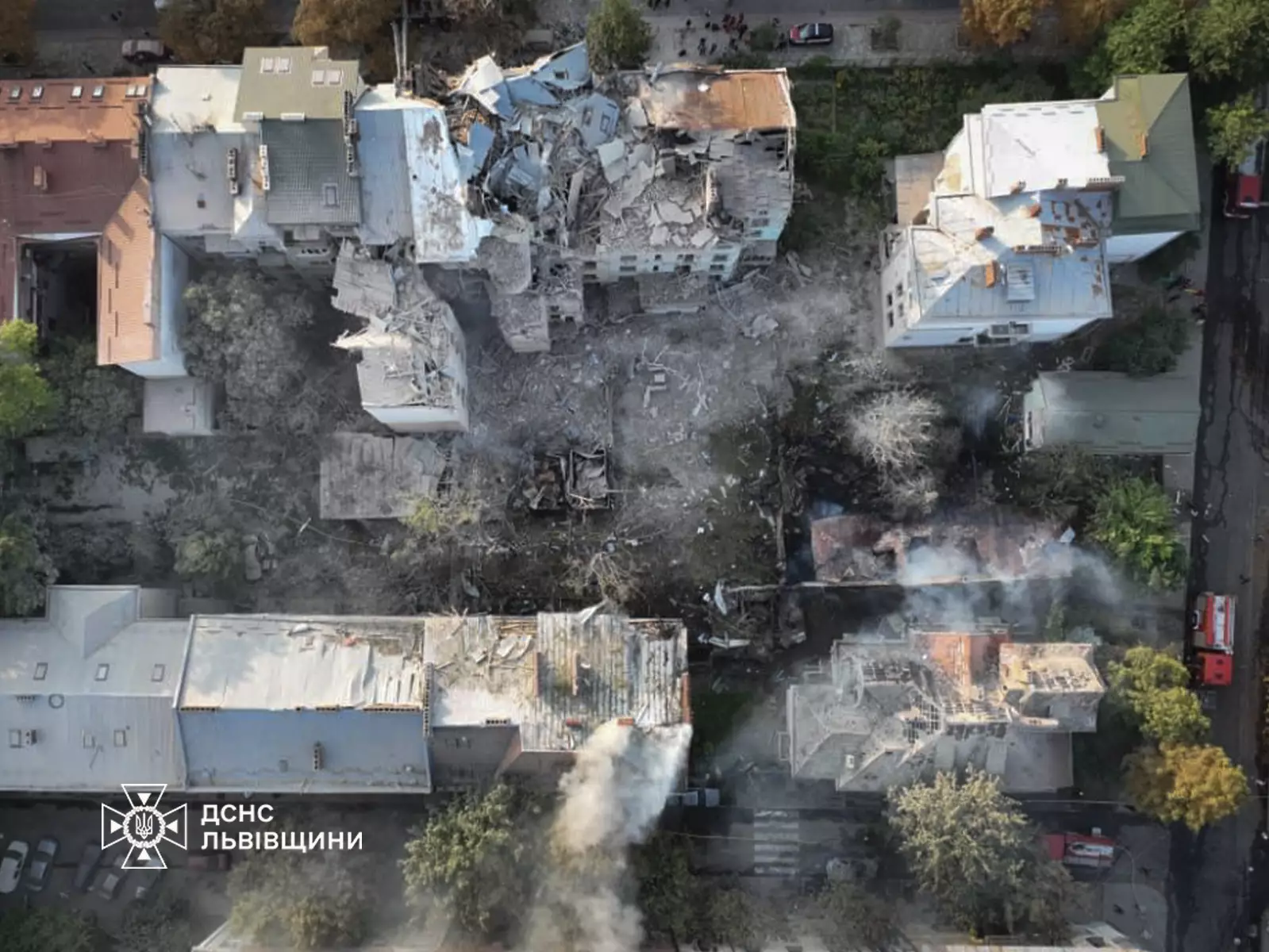
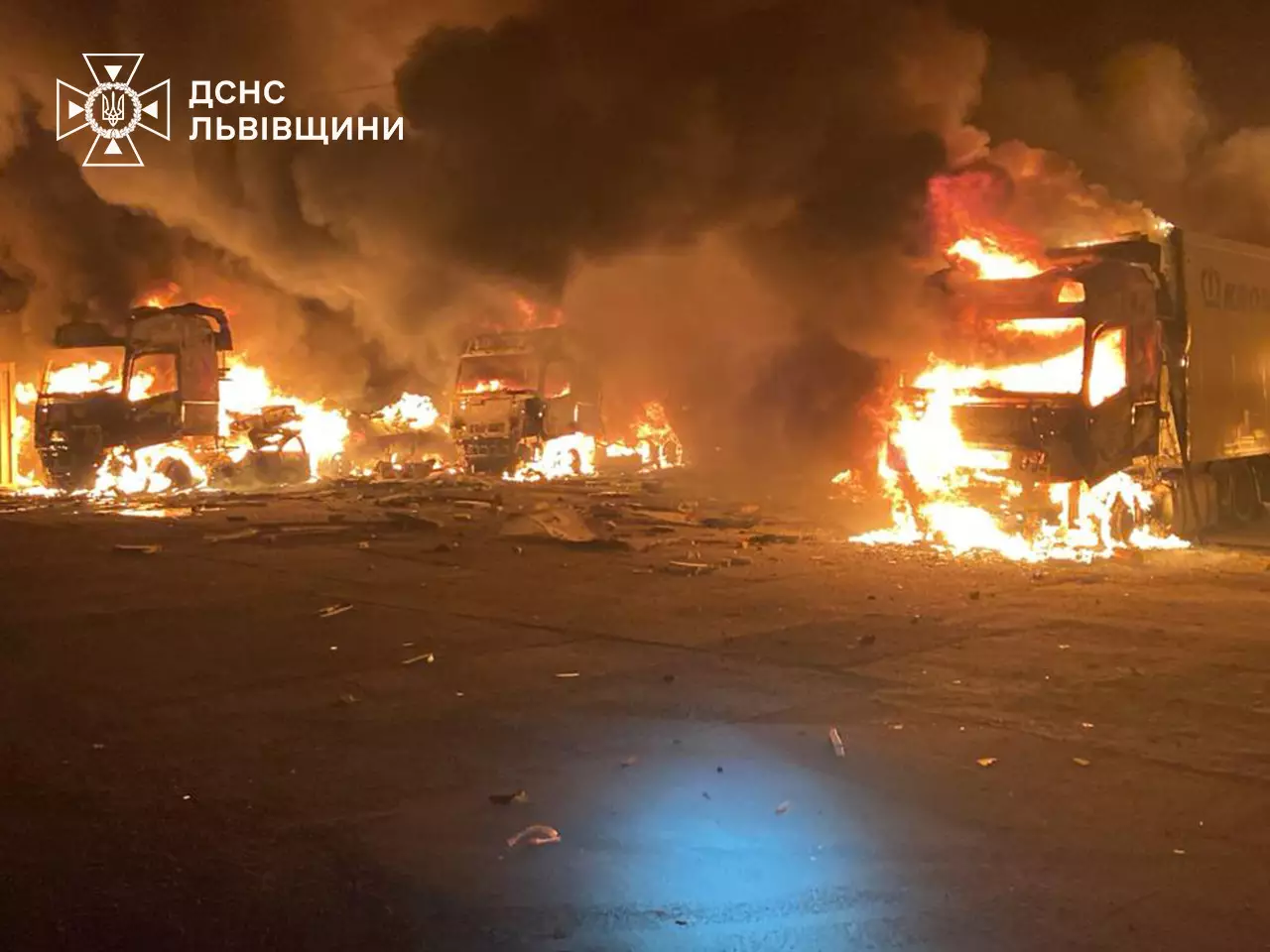
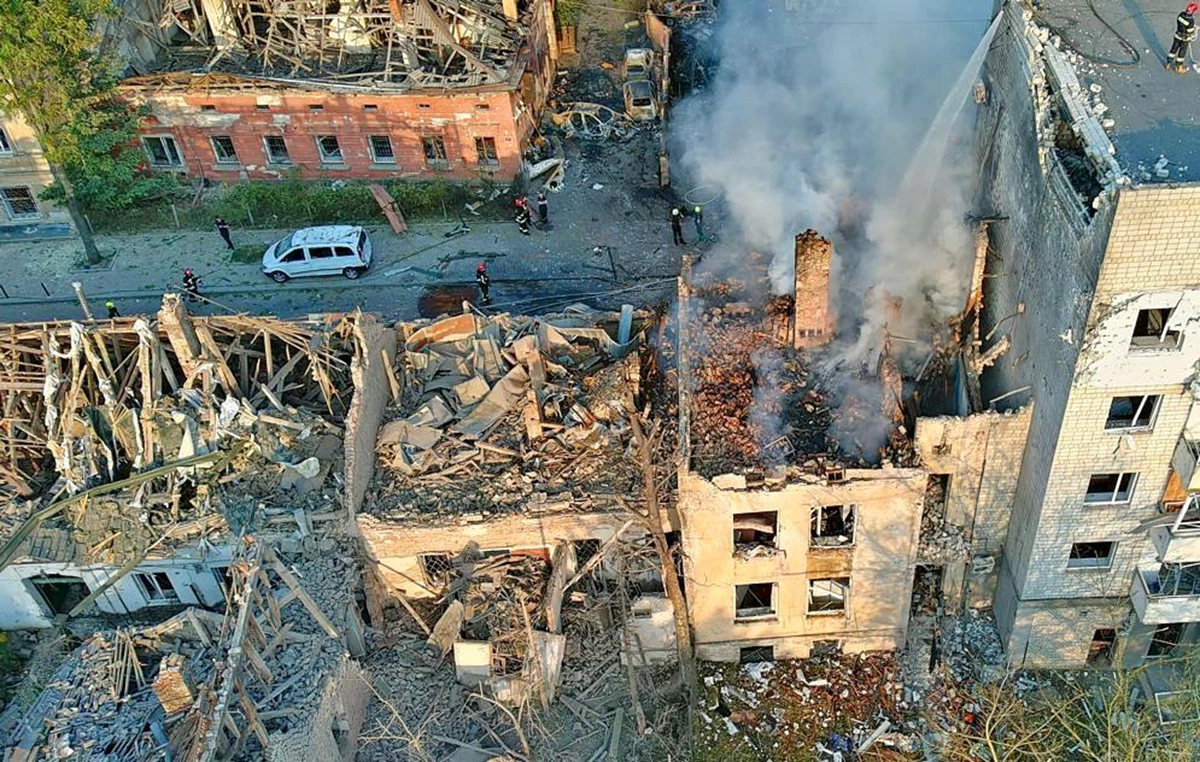

За даними ISW, українські сили не досягли значного прогресу в Курській області. Російські війська просунулися на південний схід від Покровська і на південний захід від Донецька, в той час як ЗСУ відновили позиції на захід від Донецька.

Будинок культури в селі Томарине (Херсонська область) після нічного російського обстрілу. 4 вересня 2024
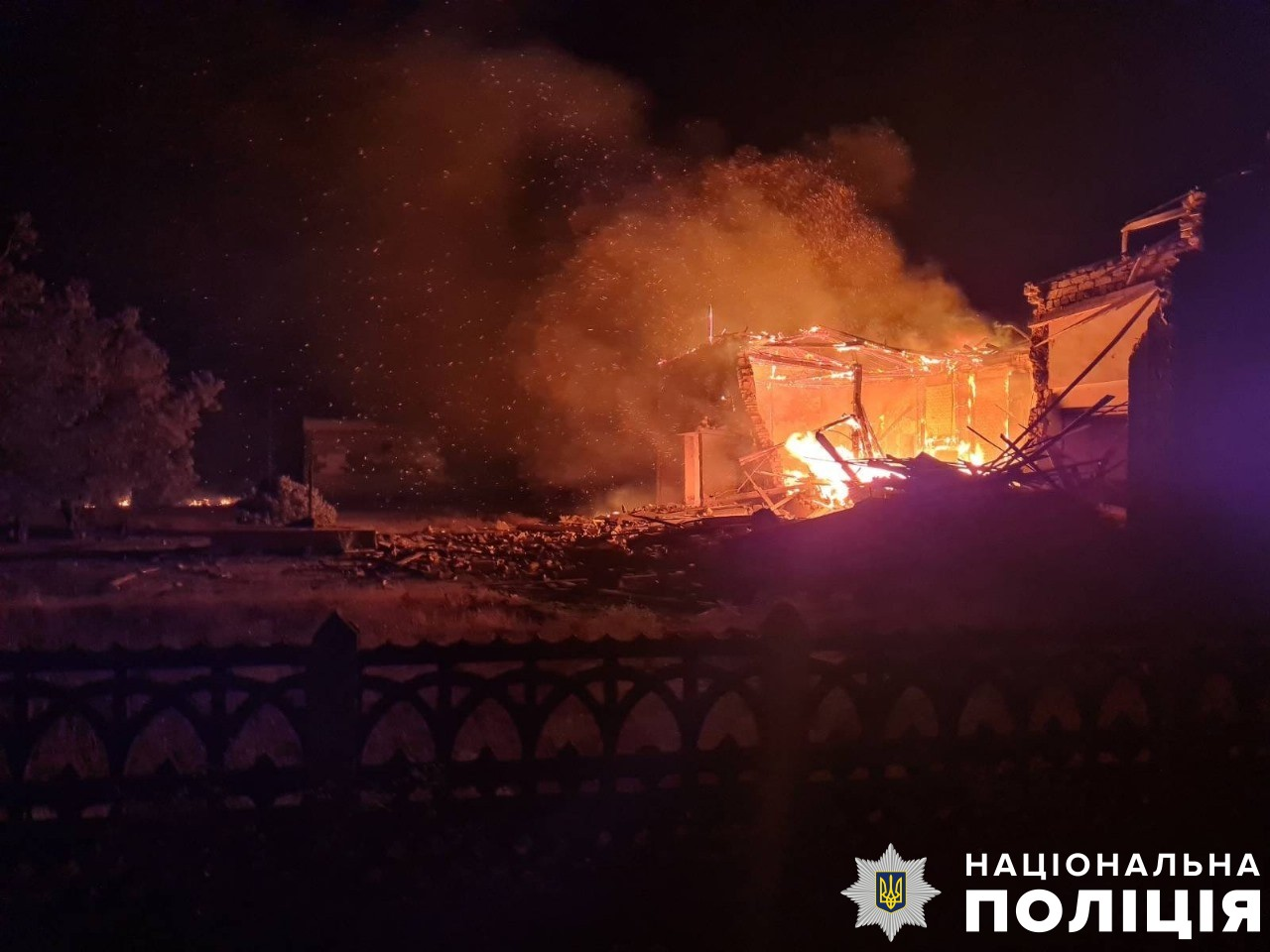
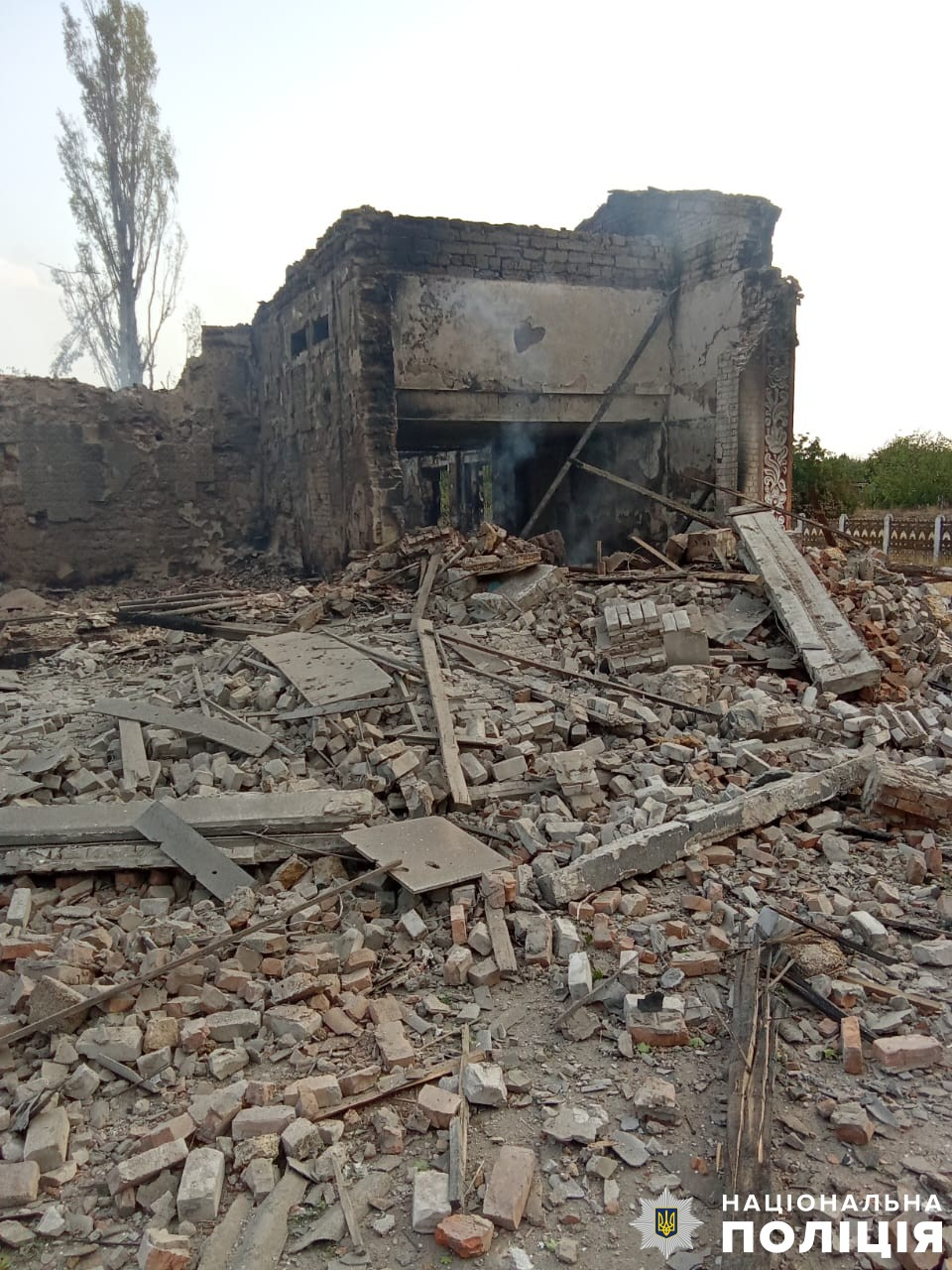
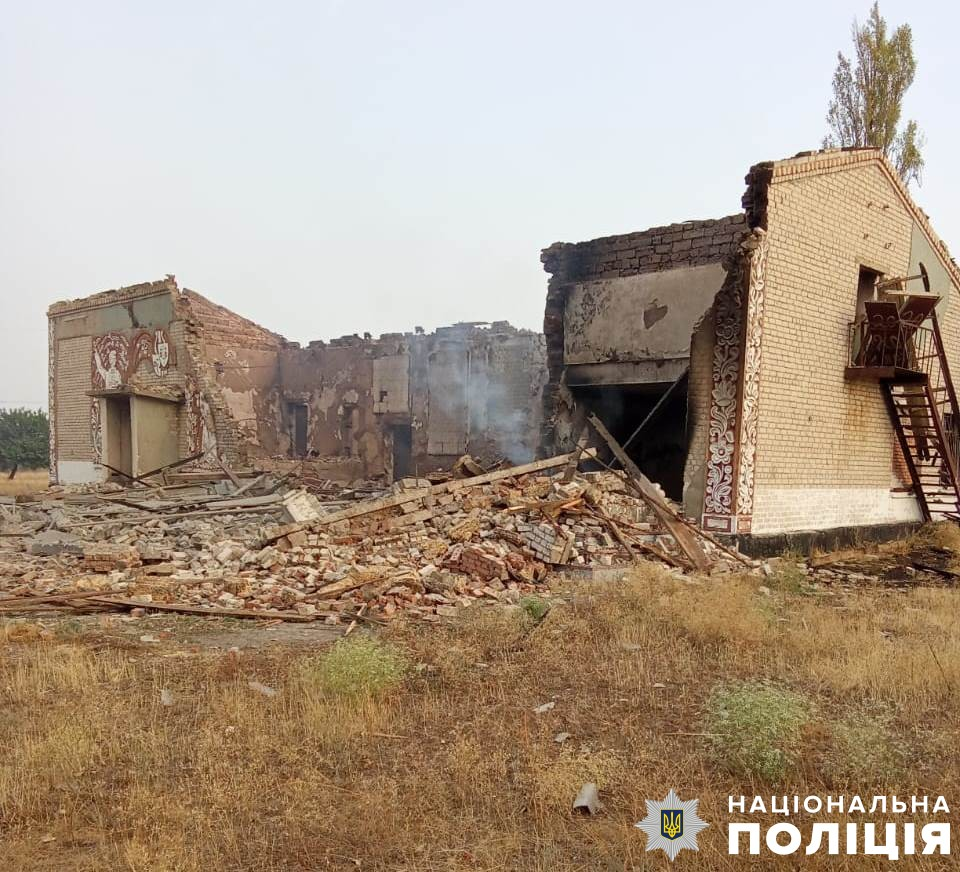
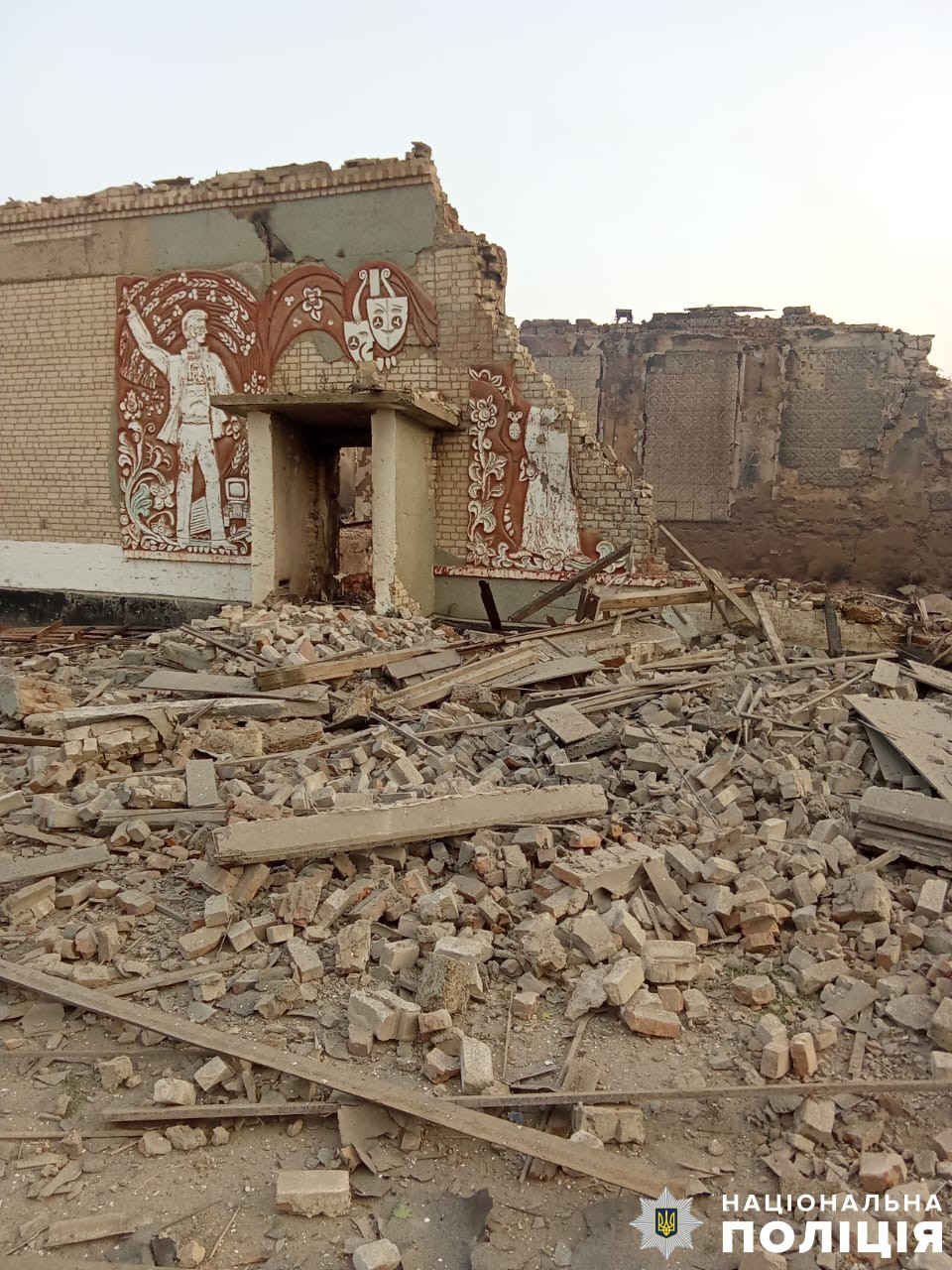

РФ атакувала на Харківському, Куп'янському, Лиманському, Сіверському, Краматорському, Торецькому, Покровському, Курахівському, Артемівському, Запорізькому та Херсонському напрямках, де відбулося 138 бойових зіткнень. Протягом доби ЗС РФ здійснили 14 ракетних ударів, 72 авіаудари та 107 обстрілів українських позицій та населених пунктів. Українські війська продовжили операцію в Курській області. Українська авіація та артилерія завдали шість ударів по місцях зосередження і два — по зенітних комплексах.

За добу Росія завдала 149 ударів по Сумській області, поранивши сімох людей. Росіяни скинули авіабомбу КАБ на Ямпіль, постраждали шість цивільних осіб у віці від 36 до 72 років. Ще одна людина була поранена в результаті ракетного обстрілу громади Веселого. Росія за три дні зруйнувала щонайменше 12 навчальних закладів, спричинивши велику кількість жертв. 

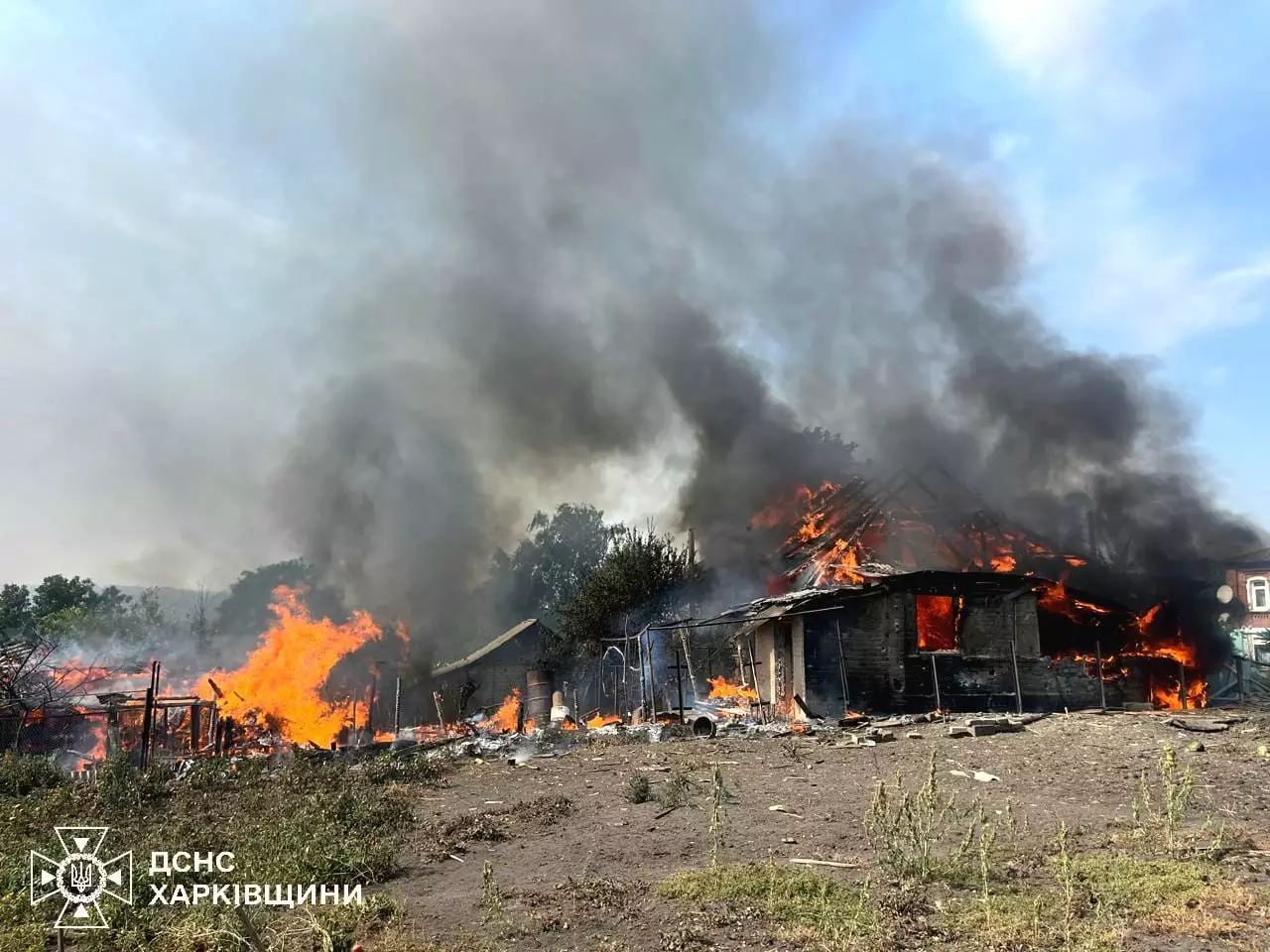
Пожежа в приватному секторі в Куп'янську після російського обстрілу

Президент Зеленський зустрівся з прем'єр-міністром Ірландії Саймоном Гаррісом у Києві. Сторони підписали двосторонню 10-річну угоду про співпрацю, яка передбачає надання Ірландією гуманітарної допомоги, підтримку відновлення України, зусиль з інтеграції до ЄС та притягнення Росії до відповідальності за шкоду, заподіяну війною.
Ірландія пообіцяла додатково виділити 140 мільйонів доларів США на нелетальну військову підтримку, включаючи обладнання для знешкодження мін та вибухонебезпечних предметів, навчання українських солдатів та щонайменше 44 мільйони доларів США на гуманітарну допомогу Україні у 2024 році.
Канцлер Олаф Шольц оголосив, що Німеччина замовила 17 додаткових систем протиповітряної оборони IRIS-T для України. До 2026 року Україна має отримати від Німеччини 24 системи IRIS-T, зокрема 12 середньої та 12 малої дальності.
ЗСУ застосували проти ЗС РФ «безпілотники-дракони», які викидають у повітря розплавлений метал. 108-а бригада сил ТРО опублікувала використання безпілотника, який скидає на російські позиції суміш палаючого оксиду заліза та алюмінієвих гранул (терміт), це було зроблено за допомогою безпілотника.
Радник Білого дому з питань національної безпеки Джон Кірбі заявив, що Росія перемістила 90 % своїх літаків на 300 км від українського кордону і що США не обговорювали жодних змін у політиці щодо дальніх атак на російську територію на той час.

### 5 вересня

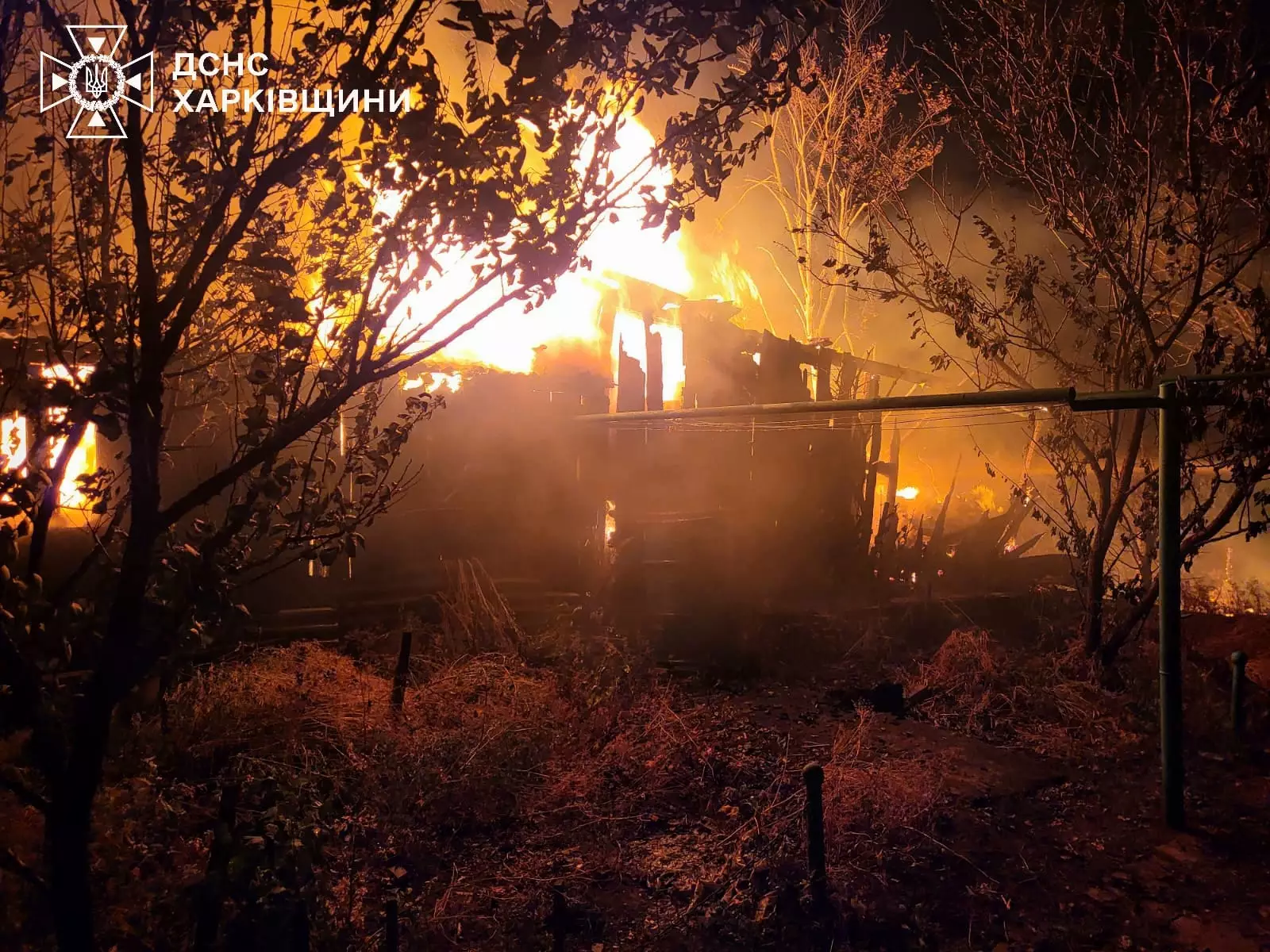
Пожежа в приватному секторі в Куп'янську після атаки російського безпілотника. 5 вересня 2024

60 000 російських військових були передислоковані із Запорізької та Херсонської областей до Курської області, кількість пусків російських ракет у цих районах зменшилася. Співвідношення випущених ракет в деяких районах змінилося з 1:12 до 1:3. ЗСУ зупинили просування ЗС РФ на Покровському напрямку.
За даними ISW, ЗС РФ активізували наступ на захід і південний захід від Донецька і просунулися до траси Н-15 Донецьк-Запоріжжя і вздовж неї. . ЗС РФ просунулися в напрямку Часів Яру, на південний схід від Куп'янська і в напрямку Херсона, а ЗСУ відновили позиції на північ від Харкова.
РФ атакувала на Харківському, Куп'янському, Лиманському, Сіверському, Краматорському, Торецькому, Покровському, Курахівському, Артемівському, Запорізькому та Херсонському напрямках, де відбулося 181 бойове зіткнення. Протягом доби російсько-терористичні війська здійснили один ракетний наліт, 86 авіаударів та 125 обстрілів українських позицій та населених пунктів. Українська авіація та артилерія завдали 15 ударів по місцях зосередження бойовиків, один — по блокпосту та п'ять — по зенітних установках.
Вночі росіяни атакували Україну, застосувавши одну балістичну ракету «Іскандер-М» (запущену з Криму) та 78 безпілотників «Shahed 136/131» (з Курська, Єйська та Приморсько-Ахтарська). Українська протиповітряна оборона знищила 60 безпілотників, ще два повернулися до Росії, один — до Білорусі, а 15 зникли безвісти. Протиповітряна оборона діяла в Київській, Черкаській, Кіровоградській, Вінницькій, Харківській, Дніпропетровській, Херсонській, Полтавській, Чернігівській, Житомирській та Запорізькій областях.
Голова ОВА Вадим Філашкін повідомив, що через погіршення ситуації з безпекою залізнична станція Покровська була закрита для евакуації цивільного населення, а місцева адміністрація організовує евакуаційні автобуси до Павлограда. У Покровську все ще залишаються 26 000 людей, у тому числі 1 076 дітей. Українська залізниця повідомила, що потяг для евакуації цивільного населення відправиться з Павлограда, що за 100 км на захід, поблизу міста Дніпро.
Президент Румунії Клаус Йоханніс підписав указ про передачу Україні зенітно-ракетних комплексів Patriot, давши остаточну згоду на передачу.
Президент Володимир Путін заявив, що вторгнення України в Курську область не змусило Росію нервувати. Навпаки, оскільки Україна відправила «великі і добре підготовлені сили» в Курську область, це «послабило її власні війська» в Україні і дозволило російській армії прискорити наступ і окупувати її. Решта Донбасу була тоді головною метою Росії, і «священним обов'язком» російської армії було витіснити українців з Курської області.

### 6 вересня

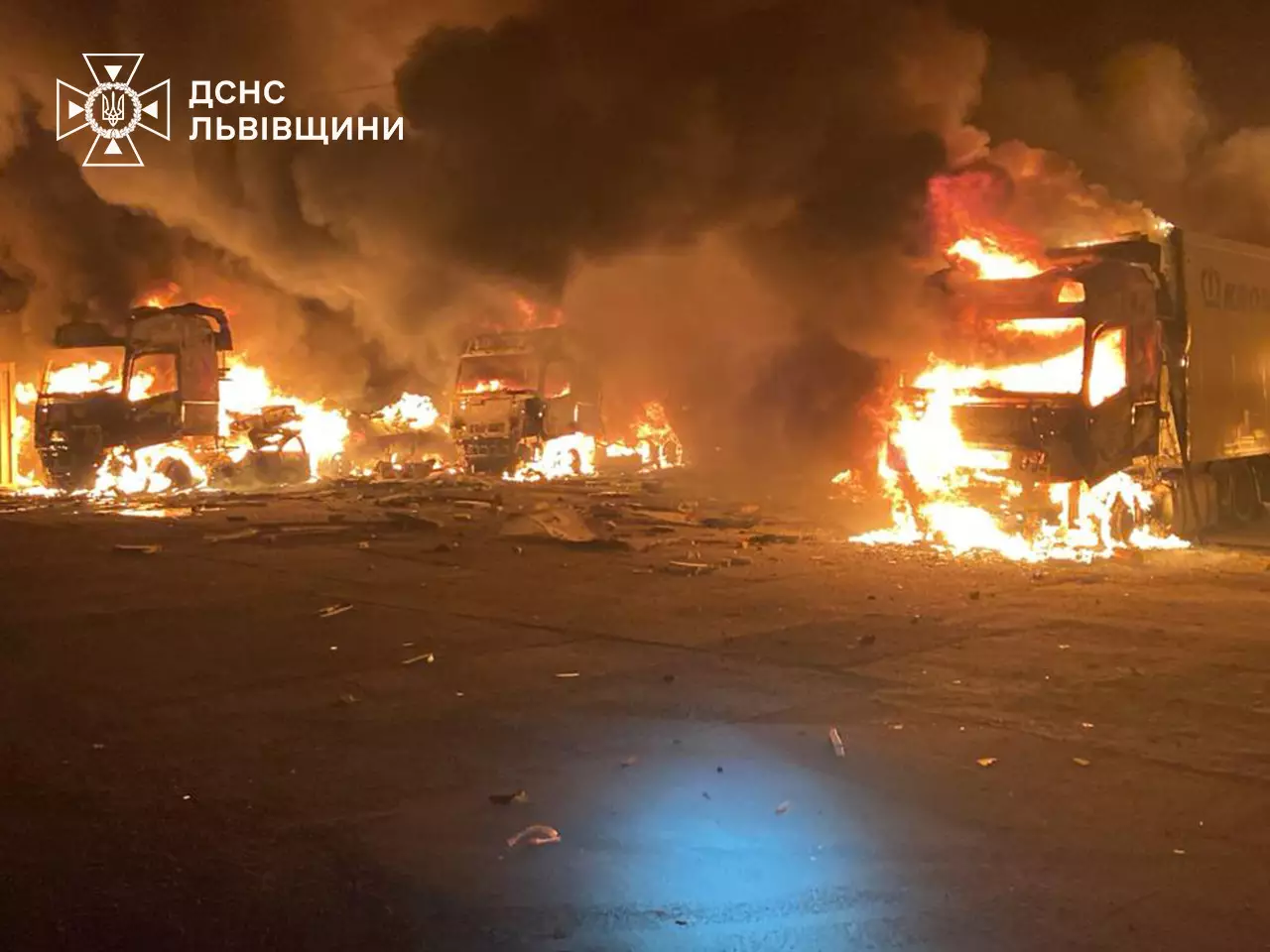
Пожежа в селі Муроване, спричинена падінням уламків безпілотника вночі. Загорілися чотири вантажівки. 6 вересня 2024

За даними ISW, ЗС РФ відновили втрачені позиції в Курській області. У свою чергу, ЗСУ відновили втрачені позиції поблизу Покровська, а ЗС РФ просунулися в напрямку Торецька. Міністерство оборони Великої Британії повідомило, що ЗС РФ здійснюють подальші кроки для посилення своїх тактичних позицій навколо Вугледара, розташованого приблизно за 30 км на південь від Донецька. Вугледар вже давно є об'єктом інтересу для російських військових як ключова точка опору на півдні Донецької області. Раніше Росія вже робила спроби взяти місто під контроль, але, попри значні втрати, так і не змогла досягти вирішальних територіальних переваг. У серпні 2024 року ЗС РФ досягли значних успіхів на схід і захід від Вугледара, взявши під контроль сусіднє село Пречистівку та ведучи бої за Водяне.
Росія атакувала Україну двома ракетами та 44-ма ударними безпілотними літальними апаратами (БпЛА), повідомляють Повітряні сили Збройних сил України. За даними військових, загалом Росія запустила 46 засобів повітряної атаки: одну керовану авіаційну ракету Х-59;одну протирадіолокаційну ракету Х-31П із повітряного простору Луганської та Брянської областей; 44-и БпЛА типу Shahed. ППО вдалось збити 27 ударних БПЛА.
12-та штурмова бригада «Азов» заявила, що допомогла стабілізувати «катастрофічну» ситуацію в Нью-Йорку Донецької області, деблокувавши оточених українських солдатів і відвоювавши частину селища. Однак бригада визнала, що ситуація в Нью-Йорку залишається напруженою, оскільки ЗС РФ здійснюють до 15 наземних атак на день.
Близько 03:15 у Львівському районі у промисловій зоні впали уламки безпілотника типу «Shahed». Загорілися 4 вантажівки. На місце оперативно прибули вогнеборці. За 1,5 години пожежу вдалося загасити, авто ремонту не підлягають.
Близько 10:00 росіяни здійснили масований обстріл Павлограда Дніпропетровської області. Постраждало 74 людин, руйнування зазнала житлова інфраструктура. Крім того, за словами голова обласної військової адміністрації Сергій Лисак, через обстріли потерпілий є і в Нікополі.
Одна людина загинула і п'ятеро отримали поранення, в тому числі двоє підлітків, в результаті російської атаки на Краснопілля в Сумській області. За даними слідства, Росія скинула три авіабомби КАБ близько 15:00 за місцевим часом, пошкодивши 15 будинків. Російські війська скинули п'ять авіабомб КАБ на населені пункти Бериславського району Херсонської області. Одна з них впала поруч з житловим будинком, в результаті чого 28-річна жінка отримала численні поранення осколками скла.
У Німеччині відбулася 24-та зустріч у форматі «Рамштайн». Міністр оборони України Рустем Умєров обговорив військові потреби України з очільником Пентагону Ллойдом Остіном. Як повідомляв Укрінформ, Президент Володимир Зеленський під час засідання закликав надати Україні необхідну кількість засобів дальнього ураження і дозволити використовувати їх не лише по тимчасово захопленій території України, а й по території Росії. США офіційно оголосили про надання нового пакету зброї Україні на $250 млн. Він містить ракети для ППО, боєприпаси для HIMARS, бронетехніку та іншу зброю, повідомив Пентагон.
Як повідомив Михайла Федорова, уряд дав старт українському ринку вибухових речовин та детонаторів. Обсяги виробництва українських боєприпасів зараз залежать від імпорту вибухових речовин і детонаторів. Однак Україна має власний потенціал для розвитку цієї сфери, тому ринок потрібно стимулювати та створювати найсприятливіші умови для виробників.
Президент Єврокомісії Урсула фон дер Ляєн оголосила, що Європейський Союз надасть Україні пакет гуманітарної допомоги на суму 44,43 млн доларів для проведення ремонтних робіт в енергетиці до зими.
Військово-повітряні сили України оприлюднили кадри літака Су-24М, на борту якого знаходиться вітчизняний еквівалент російського комплекту УМПК (планерна бомба), що дозволяє українській авіації здійснювати бомбардування на великі відстані.

### 7 вересня
За даними ISW, ЗС РФ відбили частину території, а ЗСУ просунулися у Курській області під час наступальних операцій, що тривають в регіоні. Російські війська просунулися поблизу Куп'янська, Покровська та Донецька, а також у дельті річки Дніпро.
Уночі Воронезьку область атакував безпілотник, російські засоби РЕБ його нібито придушили, але на місці падіння дрона в Острогозькому районі виникла пожежа, вона перекинулася на «вибухонебезпечні предмети» — і почалася детонація.
Вночі ППО України знищила 58 з 67 ударних безпілотників типу «Shahed».  Ще три дрони втрачено локаційно. А шість безпілотників полетіли у росію, Білорусь та тимчасово окуповану Луганську область. Внаслідок падіння уламків збитих російських дронів в одному з районів у Київській області були пошкоджені три приватні будинки. У східній частині Латвії розбився російський військовий безпілотник. Триває розслідування, повідомив президент Латвії Едгарс Рінкевичс.
Росіяни вдарили по Костянтинівці Донецької області. Серія вибувіх вбила три людини та поранила ще трьох.
У Малій Данилівці після удару КАБ в приватний будинок зазнала травмувань одна з мешканок.
Близько 22:00, ворожі війська вдарили по місту Миколаївка Краматорського району, попередньо, авіабомбами «ФАБ-250» з «УМПК». Повідомляється, що внаслідок влучання засобу ураження по місцевому готелю відбулось руйнування будівлі, де в той час перебували цивільні, рятувальники витягнули двох потерпілих.
ЗС РФ ввечері і вночі били по Нікополю і Марганецькій громаді на Дніпропетровщині. Про це повідомив начальник Дніпропетровської ОВА Сергій Лисак. Одна людина загинула, ще двоє зазнали поранень.
Міністерство закордонних справ України у відповідь на повідомлення ЗМІ про надання Іраном балістичних ракет Росії заявило, що вже понад два роки Україна є жертвою щоденних терористичних атак з боку Росії із застосуванням різної летальної зброї, в тому числі іранських безпілотників. Однак, якщо Іран надасть Росії балістичні ракети, це матиме руйнівні наслідки для двосторонніх відносин між Україною та Іраном. Поглиблення військово-технічного співробітництва між Росією та Іраном становить серйозну загрозу безпеці не лише для України, але й для всієї Європи, Близького Сходу та світу.

### 8 вересня
Американські аналітики з ISW припускають, що ЗС РФ незначно просунулася під Торецьком та біля Часового Яру Донецької області. Також аналітики стверджують, що ЗС РФ просунулися у східному Торецьку та продовжили наступальні операції в цьому районі.
Вночі ЗС РФ запустили по Україні чотири авіаційні ракети Х-59 і 23 ударні дрони типу Shahed. Вдалося збити одну ракету Х-59 та 15 бпла типу «Shahed», повідомили Повітряні сили ЗСУ.
Вночі ЗС РФ масовано обстріляли Суми, загинули двоє осіб, четверо отримали поранення. У місті зафіксовані руйнування будівель та автомобілів.
ЗС РФ скинули з безпілотника вибухівку на маршрутку у Дніпровському районі Херсона. Постраждали шестеро людей.
Член комітету з питань нацбезпеки парламенту Ірану Ахмад Бахшаєш Ардестані визнав в інтерв'ю іранській газеті Didban Iran, що Росії відправили іранські балістичні ракети для обстрілів України.
Президент України Володимир Зеленський попросив прем'єр-міністерку Італії Джорджу Мелоні стати посередницею в переговорах зі США з постачання систем протиракетної оборони Patriot.

### 9 вересня
Вночі війська РФ атакували територію України трьома керованими авіаційними ракетами Х-59/69 та 8-ма ударними БпЛА типу «Shahed». Сили ППО України збили дві керовані авіаційні ракети Х-59/69 та 6 ударних БпЛА.
Російські війська вночі здійснили 16 обстрілів прикордонних територій і населених пунктів Сумської області. Зафіксовано 42 вибухи. Армія рф обстріляла 6 громад області. Рятувальники показали ліквідацію наслідків обстрілу РФ по навчальному закладу у Шосткинському районі.
У Шосткинському районі оголошено обов'язкову евакуацію з трьох населених пунктів: Глухова, Свеси та Есмані, де загалом проживає близько 40 тисяч осіб.
Російські окупанти, обстрілювали Нікопольський район Дніпропетровської області. Цілили по райцентру, через що руйнування зафіксовано на одному з підприємств. Понівечені 12 приватних будинків і вісім господарських споруд. Пошкоджені два гаражі та авто, лінія електропередач.
Російські окупаційні війська атакували з дрона цивільну автівку в Антонівці в передмісті Херсона, постраждало двоє людей.
У ДСНС намагаються постійно збільшувати кількість своїх саперів, яких у рятувальній службі наразі є близько 2 тисяч. В Україні є 53 оператори протимінної діяльності, які отримали відповідні сертифікаційні документи та дозволи на здійснення гуманітарного розмінування. Разом з Японським агентством міжнародного співробітництва JICA. Наразі рятувальна служба разом із ними організовує один із проєктів, у межах якого на базі одного з ВНЗ ДСНС буде реалізовано сучасний тренінговий центр для підготовки саперів.
Швеція передасть Україні свій 17-й пакет допомоги з новими заходами військової підтримки на загальну суму 4,6 млрд шведських крон (443 млн дол.), про це Міністр оборони Швеції Пол Йонсон
У румунському повіті Тулча, що біля кордону з Україною, виявили уламки російського безпілотника типу «Shahed». Про це повідомляє пресслужба Міноборони Румунії. «Найближчим часом пошуки також відбудуться в околицях села Караорман, де, за повідомленнями, є ще один можливий район падіння», — йдеться у повідомленні.

### 10 вересня
За даними ISW, ЗСУ просунулися у Курській області під час триваючих українських наступальних дій у цьому районі. Російські війська просунулися в районі Кремінної, Сіверська, Торецька, Покровська та Донецька.
Генеральний штаб України повідомив, що Росія атакувала на Харківському, Куп'янському, Лиманському, Сіверському, Краматорському, Торецькому, Покровському, Курахівському, Артемівському, Запорізькому та Херсонському напрямках, де відбулося 131 бойове зіткнення. Протягом доби ЗС РФ здійснили 2 ракетних удари, 66 авіаударів та 180 обстрілів українських позицій та населених пунктів. Українська авіація та артилерія завдали 10 ударів по місцях зосередження та зенітних установках, один — по блокпосту, вісім — по артилерійських установках та один — по радіостанції.
Вночі росіяни завдали удару балістичною ракетою Іскандер-М, протирадіолокаційною ракетою Х-31П та 46-ма Shahed. Збито 38 ударних БпЛА, три безпілотники вийшли з підконтрольного повітряного простору України, один — у напрямку Росії, два — в напрямку окупованої Луганщини, ще три ворожі БпЛА локаційно втрачені на території України (імовірно упали під впливом засобів РЕБ).
Пресслужба Міністерства оборони РФ, що вночі територія РФ була атакована безпілотниками. Зазначається, що найбільше дронів нібито збили над територією Брянської області — 72.20 безпілотників нібито знищили над Московською областю, 14 — над Курською, 13 — над Тульською, вісім — над Бєлгородською, сім — над Калузькою, п'ять — над Воронезькою, чотири — над Липецькою областю та один — над Орловською областю. Загорівся 12 поверх будинку на Високовольтній вулиці в місті Раменське житлового будинку. Внаслідок влучання безпілотника у багатоповерхівку пошкоджено близько 20 квартир, поранено 4 людини. Через повітряну атаку в Москві тимчасово припиняли роботу три головні аеропорти. Губернатор Московської області Андрій Воробйов заявив вранці, що за уточненими даними, у будинку постраждали троє людей — загинула 46-річна жінка.
Нідерланди дозволили Україні використовувати надану зброю для ударів вглиб території РФ — про це заявив міністр оборони Нідерландів Рубен Брекельманс в інтерв'ю Frankfurter Allgemeine Zeitung. Винищувачі F-16, обіцяні країною, також не мають обмежень щодо дальності.
Іран передав Росії балістичні ракети малої дальності для війни проти України. Про це сказав держсекретар США Ентоні Блінкен у Лондоні. США оголосять нові санкції проти Ірану. Обмеження торкнуться і іранської державної авіакомпанії Iran Air.
Глави МЗС Франції, Німеччини та Великої Британії виступили зі спільною заявою, в якій рішуче засудили експорт Іраном балістичних ракет до Росії. Військова підтримка Ірану означає подальшу ескалацію агресивної війни Росії проти України, що дозволить іранським ракетам досягти європейської території, збільшуючи небезпеку для українського народу і становлячи пряму загрозу європейській безпеці. Три країни заявили, що якщо Іран доставить балістичні ракети до Росії, проти Ірану будуть вжиті нові серйозні заходи, включаючи негайні кроки щодо скасування двосторонньої угоди про повітряне сполучення з Іраном та притягнення до відповідальності ключових суб'єктів та осіб, причетних до іранської програми з розробки балістичних ракет. Три країни тісно співпрацюватимуть з європейськими та міжнародними партнерами, щоб рішуче відреагувати, і закликають Іран негайно припинити будь-яку підтримку Росії в її війні проти України.

## 11-20 вересня

### 11 вересня
За даними ISW, ЗС РФ здійснили контратаки вздовж західного краю контрольованої Україною території в Курській області й захопили кілька сіл на північний схід і південь від Коренево 10 і 11 вересня. Наявні візуальні свідчення вказують на те, що ЗС РФ, які здійснювали контратаки в Курській області, діяли у складі ротних підрозділів і, можливо, використовували елементи більш досвідчених у бойових діях підрозділів для проведення контратак. Тим часом ЗС РФ просунулися на південний схід від Куп'янська, поблизу Торецька та під Покровськом.

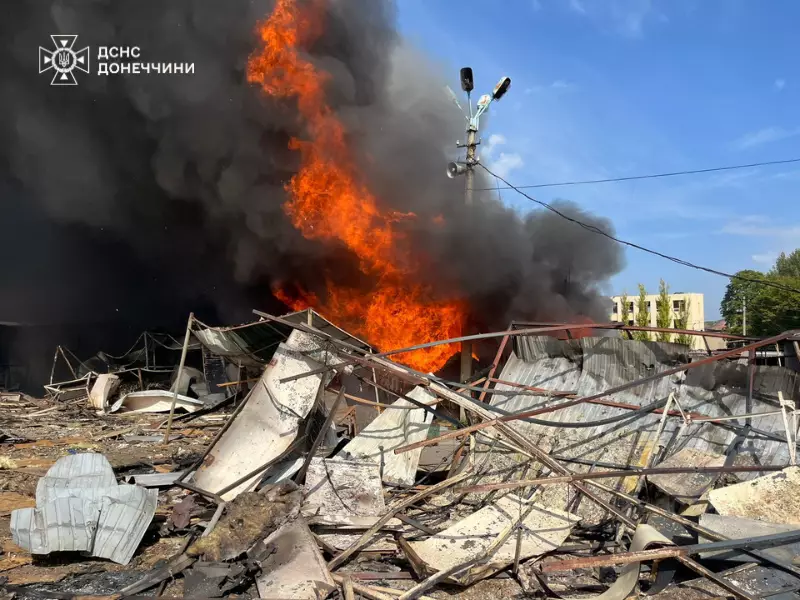
Мирноградський ринок після російського обстрілу. Понад 30 торгових точок згоріли. 11 вересня 2024

Російський контрнаступ у районі Коренця Курської області продовжувався, причому деякі російські джерела стверджували, що було відвойовано до 165 км2. Командир чеченського спецназу Ахмат Апти Араудінов заявив, що 155-та бригада морської піхоти Росії здійснила контрнаступ із заходу в Курську область, відвоювавши «близько 10 сіл», включаючи село Снагість. Ці операції відбувалися в той час, коли ЗСУ передислоковувалися з Курської області в район Покровська, що, за словами українського військового блогера, дало російським військам перевагу в Курську. Ситуація на західному фланзі українських військ у Курській області погіршилася. За даними DeepState, росіяни почали штурмові дії, перекидаючи бронетехніку через Сейм та інші менші річки, а ЗС РФ наближалися до Снагості, але не було підтверджено, що село було взяте.
Росія атакувала Україну однією балістичною ракетою «Іскандер-М» (запущеною з Краснодарського краю), двома керованими ракетами С-300 (з окупованої Донецької області), шістьма протирадіолокаційними ракетами Х-31П (з акваторії Чорного моря) та 25 безпілотниками «Shahed 136/131» (з Курська, Єйська та Криму). Українська протиповітряна оборона збила 20 безпілотників, п'ять безпілотників було втрачено на українській території. Протиповітряна оборона працювала в Київській, Херсонській, Черкаській, Сумській, Дніпропетровській та Полтавській областях. Росія двічі завдала артилерійського удару по Костянтинівці Донецької області, в результаті чого троє людей загинули і п'ятеро отримали поранення. Внаслідок обстрілу було пошкоджено чотири будинки, магазин та лінію електропередач.
Губернатор Андрій Чібіс повідомив, що безпілотники атакували Мурманську область, що призвело до обмеження польотів у містах Мурманськ та Апатити. Було збито три безпілотники, які пролетіли понад 1 600 км від України. Міністерство оборони Росії не зафіксувало жодного безпілотника над Мурманською областю, додавши, що засоби протиповітряної оборони збили українські безпілотники над Бєлгородською, Курською та Орловською областями. Міністерство оборони Росії заявило, що спроба українських сил захопити нафтову платформу «Крим-2» у Чорному морі була відбита.
Прем'єр-міністр Денис Шмигаль після зустрічі з прем'єр-міністром Латвії Евікою Сіліньєю заявив, що Латвія надасть Україні новий пакет військової допомоги, включаючи бронетранспортери. Міністерство оборони США оголосило, що контракт на суму близько 1,2 мільярда доларів було укладено з компанією Raytheon на виробництво ракет класу «повітря-повітря» AIM-120 AMRAAM. Він включатиме закордонні продажі зброї в Україну та інші країни.
Міністр закордонних справ Девід Ламмі заявив, що нова партія гуманітарної допомоги на суму 781 мільйон доларів буде надана Україні «для негайних гуманітарних, енергетичних та стабілізаційних потреб, а також для підтримки реформ, економічного відновлення та реконструкції», підтримки української енергосистеми та зміцнення енергетичної інфраструктури напередодні зими та очікуваної кампанії російських атак, а також гуманітарної допомоги для підтримки українців, які живуть на лінії зіткнення, і переміщених осіб. Пакет також включав 484 мільйони доларів кредитних гарантій за кредитами Світового банку для зміцнення економічної стабільності шляхом фінансування державних послуг, таких як школи та лікарні, а також виплати пенсій і зарплат працівникам державного сектору. Державний секретар США Ентоні Блінкен оголосив, що США нададуть Україні 700 мільйонів доларів гуманітарної допомоги, в тому числі 325 мільйонів доларів на ремонт енергетичної інфраструктури, 290 мільйонів доларів на підтримку «мільйонів людей в Україні та регіоні, які були змушені покинути свої домівки» і 102 мільйони доларів на зусилля з видалення «протипіхотних мін і боєприпасів, що не вибухнули, які Росія залишила в Україні».

### 12 вересня

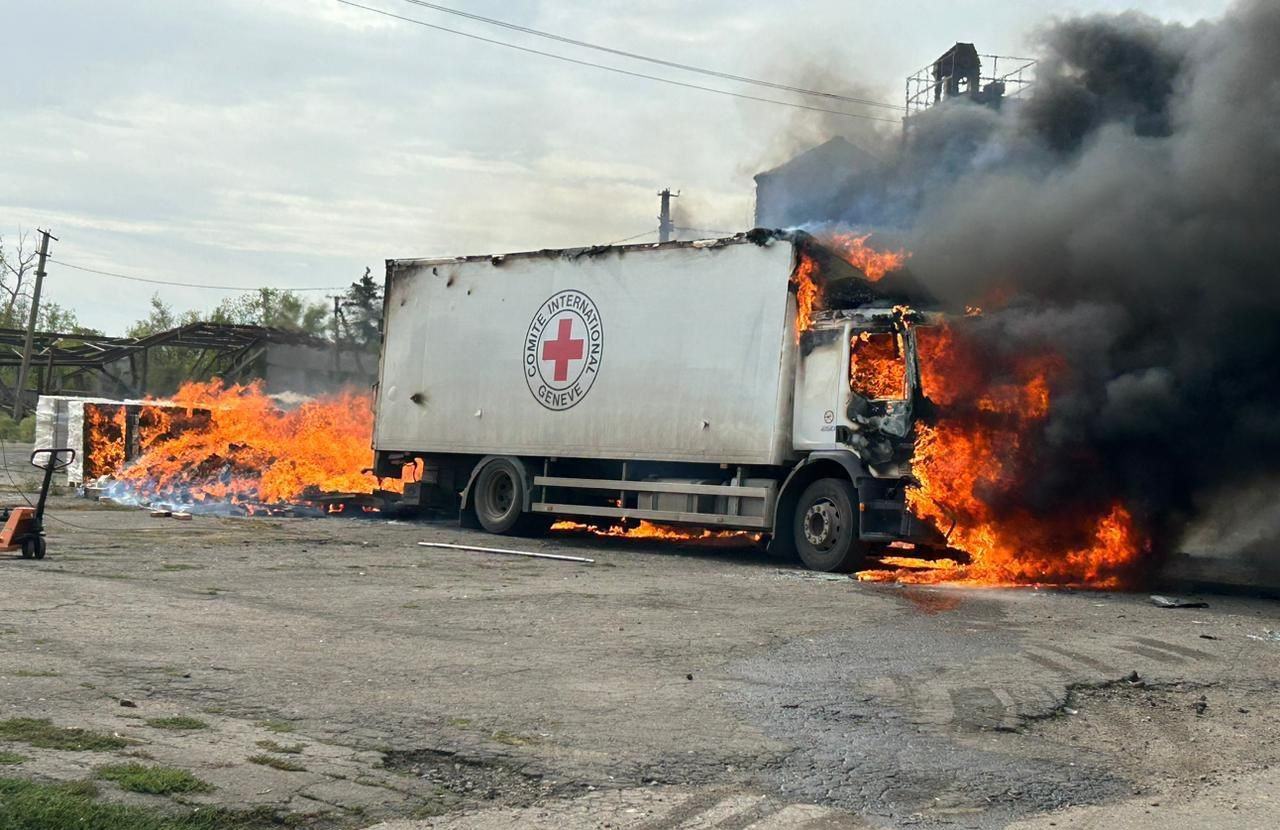
Вантажівка Червоного Хреста у Віролюбівці після обстрілу 12 вересня 2024

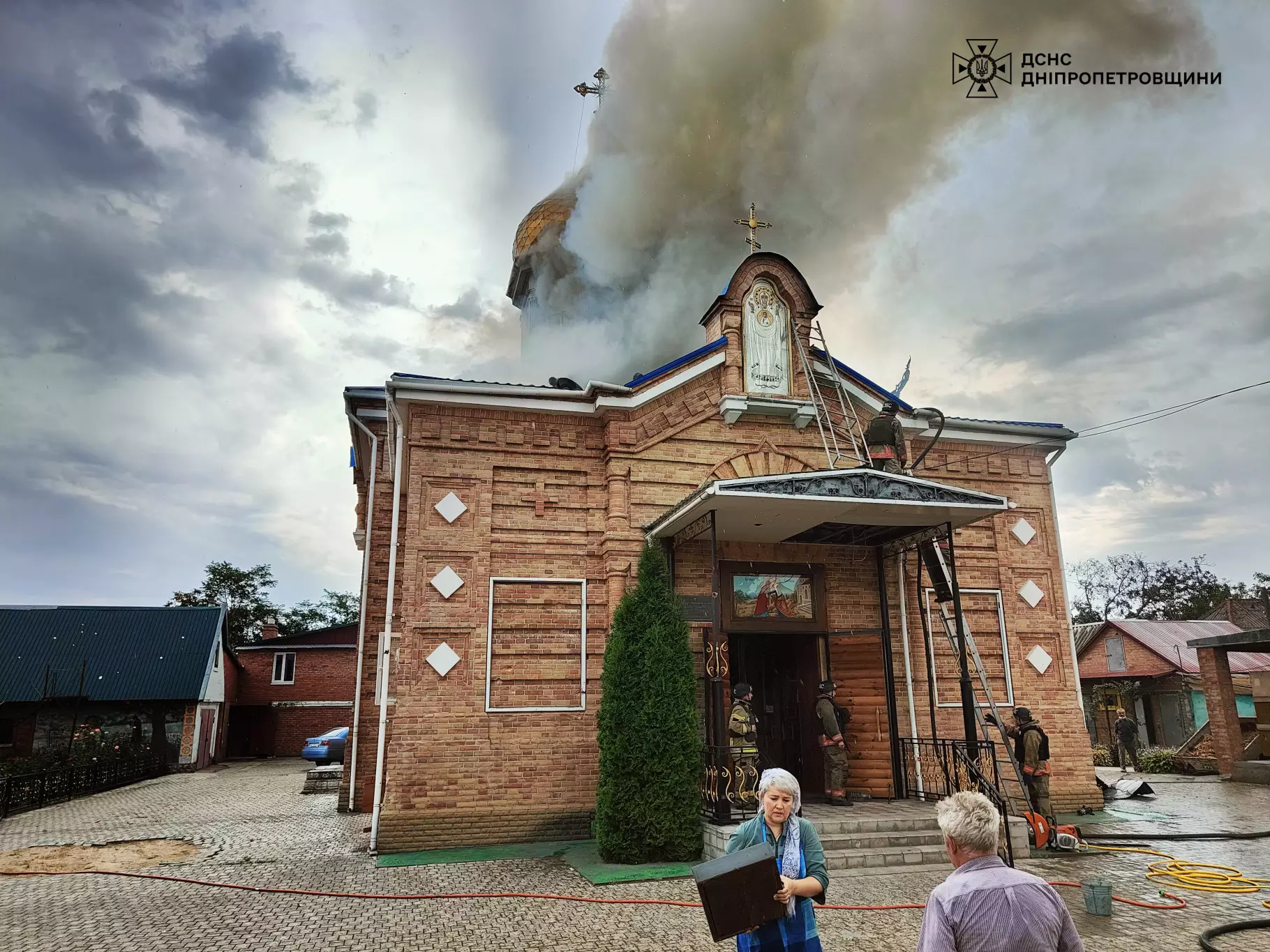
Церква Знамення Богородиці (1912) у Нікополі після російського обстрілу.

За даними DeepState, вночі ЗС РФ захопили село Лисівка в Донецькій області і просунулися «в напрямку Лисівки, Ключівки, Невельського, Українського та прилеглих районів». Речник українського угруповання «Таврія» Дмитро Лиховій повідомив, що останніми днями посилилися зіткнення на лівому березі Дніпра, де восени 2023 року українські сили створили плацдарм в районі Кринки, зазначивши, що «Сьогодні було два обстріли з початку дня до 16:00. Вчора було сім протягом дня, а минулого тижня — близько 60». Він також додав, що «Противник докладає значних зусиль, щоб зайняти територію (…) на лівому березі. Наступальні операції там дещо ускладнюються логістичними потребами, які потребують катерів і водних мотоциклів», запевняючи, однак, що плацдарм тримається міцно, а ЗС РФ зазнають великих втрат. Виконуючий обов'язки прес-секретаря 33-ї окремої механізованої бригади Назар Войтенков заявив, що ЗС РФ просуваються до Курахового з трьох напрямків, але їхнє просування сповільнилося. «Росіяни просто безрезультатно намагалися щось тут зробити. Якщо ми бачимо якийсь рух, то найчастіше ці колони — колони танків, колони бронетехніки — тиснуть на наші підрозділи зліва чи справа. Ніякого успіху в нашому напрямку вони не мають». Він додав, що «на його думку, місто готувалося до оборони, копаючи окопи, протитанкові рови і місця, які могли б стати потенційними опорними пунктами для росіян, щоб не дати їм просунутися далі до наступних сіл».
За даними ISW, ЗС РФ продовжують контратаки на підконтрольній Україні території Курської області, але досягли лише незначного прогресу. ЗС РФ просунулися на північ від Часового Яру, на південний схід від Покровська і на захід від Донецька.
Президент Зеленський заявив, що троє співробітників Міжнародного комітету Червоного Хреста загинули і ще троє отримали поранення внаслідок російського обстрілу автомобілів гуманітарної місії у Віролюбівці, на околиці Костянтинівки в Донецькій області. Губернатор Олег Синєгубов повідомив, що двоє людей загинули і щонайменше семеро отримали поранення в результаті окремого касетного обстрілу в Боровій, в результаті якого згоріло щонайменше п'ять будинків. Російська армія здійснила атаку з безпілотника на Конотоп у Сумській області, в результаті чого 14 людей отримали поранення. За даними місцевої військової адміністрації, цілями атак були енергетичні об'єкти, житлові будинки, об'єкти цивільної інфраструктури, медичні та освітні установи. За словами міського голови Артема Семеніхіна, внаслідок значних пошкоджень енергетичної інфраструктури виникла критична ситуація з постачанням електроенергії, і місто залишилося без світла. Голова Профспілки гірників України Михайло Волинець повідомив, що 151 гірник опинився в пастці під землею на шахті «Добропільська» в Донецькій області через знеструмлення, спричинене російськими обстрілами. Губернатор Вадим Філашкін заявив, що російські атаки призвели до відключення газо- та водопостачання у Покровську Донецької області. Модульна фільтрувальна станція, яка забезпечувала місто водою, припинила роботу через бойові дії, що тривають у цьому районі.
Увечері російська авіація завдала ракетного удару по вантажному судну, що перевозило пшеницю з України до Єгипту. Суховантаж «Aya», що експлуатується афінською компанією під прапором Сент-Кітс і Невіс, перебував у Чорному морі поблизу гирла Дунаю, у виключній економічній зоні Румунії (близько 55 км від порту Сфанту-Георге). Судно було влучене російською ракетою Х-22, випущеною з літака Ту-22, в результаті чого отримало пошкодження, але зберегло свою рухливість. Екіпаж не постраждав.
Губернатор Віталій Хоценко повідомив, що в Омську загорівся машинобудівний завод «Омсктрансмаш», який виробляє танки і ракетні установки ТОС-1. Російський канал у Telegram опублікував кадри, на яких видно, як над заводом здіймаються хмари диму. За словами Хоценка, під час ремонту загорівся дах одного з цехів, тоді як на заводі повідомили, що «інцидент не вплинув на виробництво». Про постраждалих не повідомляється.
Міністерство оборони Литви повідомило про відправку в Україну бронетранспортерів і всюдиходів М113, які мають прибути протягом тижня.

### 13 вересня

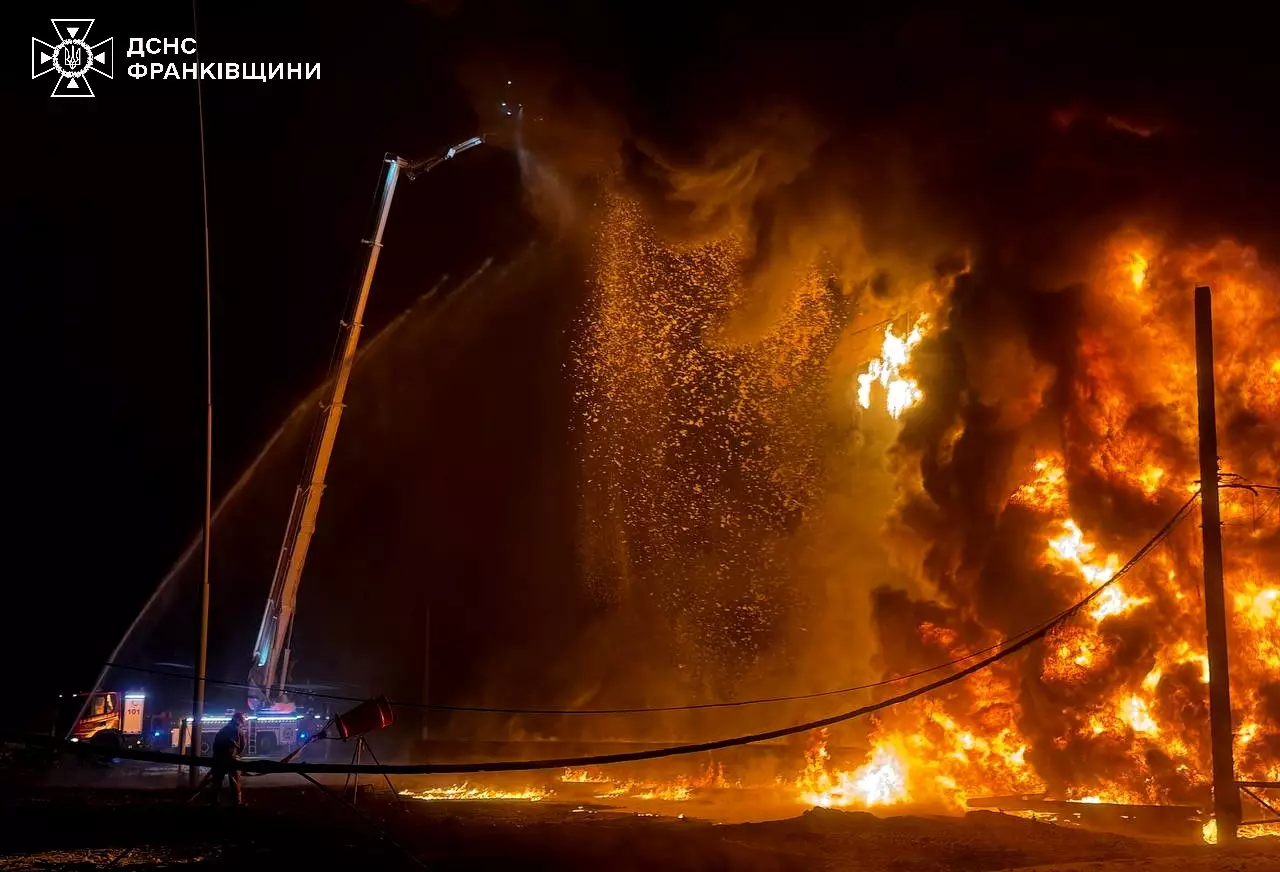
Пожежа на об'єкті інфраструктури в Івано-Франківській області після нічної атаки російського безпілотника.

ЗС РФ продовжили контратаки на підконтрольній Україні території в Курській області. ЗС РФ досягли незначних успіхів поблизу Куп'янська, В'ячеслава Яра, Торецька та Покровська.
Міністерство оборони Росії повідомило, що «підрозділи Півночі» протягом двох днів відбили у України 10 сіл під Снагостом у Курській області, що перебували під українським контролем. За даними DeepState, ЗС РФ прорвали виступ, просунувшись приблизно на 6 км на південь від Кореневого до Снагость. Президент Володимир Зеленський підтвердив, що армія провела «швидку» контратаку, але «не мала жодного серйозного успіху», додавши, що контрнаступ «йде за нашим українським планом».
Росія атакувала Україну за допомогою 26 безпілотників Shahed 136/131, запущених з Приморсько-Ахтарська та Криму. Українська протиповітряна оборона знищила 24 безпілотники в Миколаївській, Одеській, Херсонській, Хмельницькій та Івано-Франківській областях. Військова адміністрація повідомила, що російські планерні бомби вбили двох людей і поранили ще шістьох, у тому числі дитину, в селі Ямпіль Сумської області. Внаслідок атаки було пошкоджено житлові будинки та лікарню, а також відключено електропостачання.
Тривала евакуація цивільного населення з Покровська, оскільки росіяни перебували за 7 км від міста. Російські загарбники знищили так званий Горбатий міст у місті Покровськ Донецької області. Це другий зруйнований міст за останні два дні, повідомила Покровська міська військова адміністрація.
Міністерство оборони Фінляндії оголосило, що надасть Україні 25-й пакет військової допомоги на суму близько 118 млн євро. Міністри закордонних справ Еліна Валтонен і Марія Мальмер Стенергард заявили на спільній прес-конференції, що Фінляндія і Швеція не заборонятимуть Україні атакувати Росію своєю зброєю. Валтонен заявила, що єдиним обмеженням для України є те, що західна зброя, яку постачає Фінляндія, повинна використовуватися відповідно до міжнародного права, тоді як Мальмер Стенергард підтвердила цю позицію, додавши, що використання зброї, яку постачає Швеція, не обмежується українською територією і може бути використана для нанесення ударів по Росії.

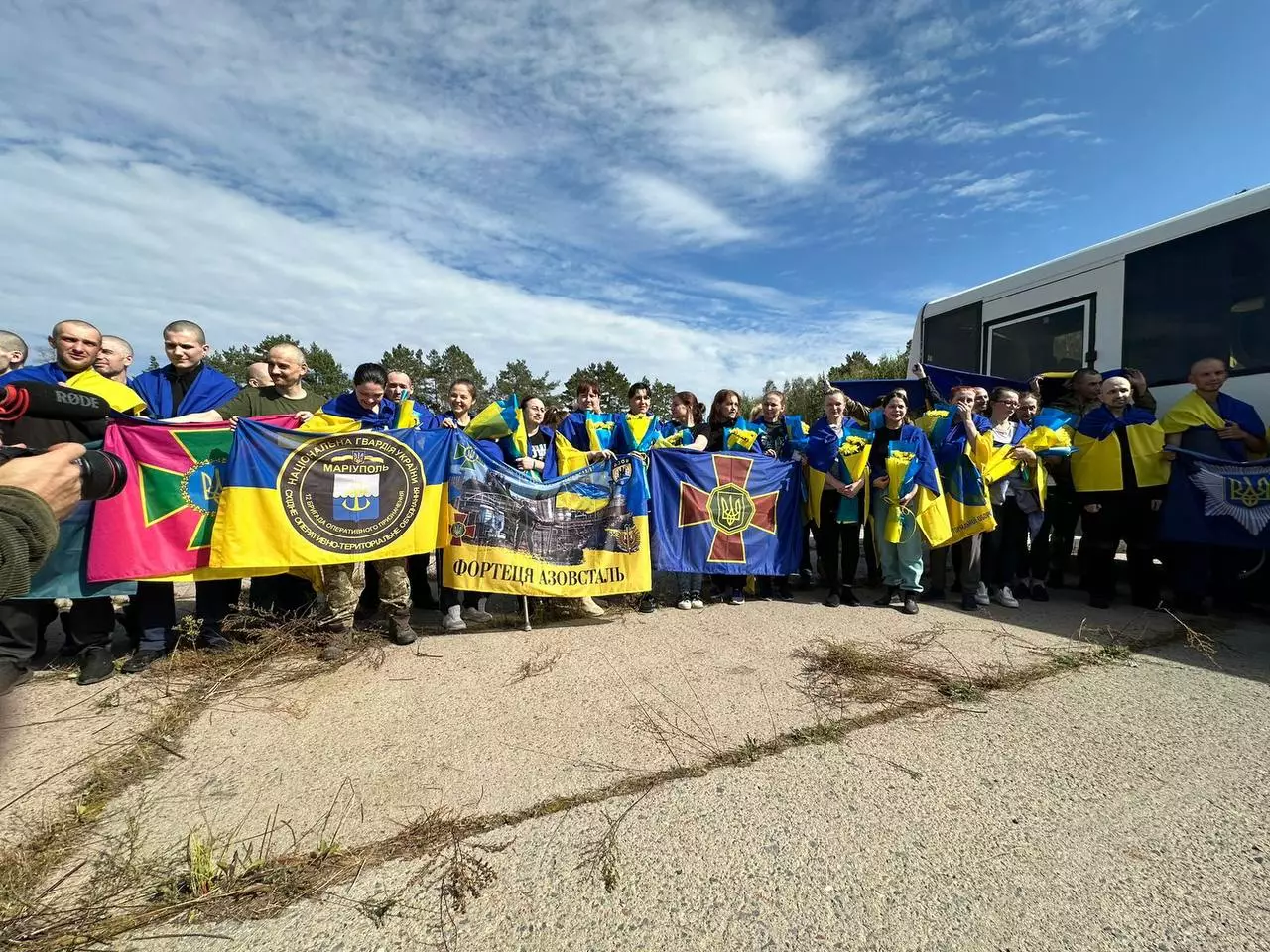
Українські військовослужбовці та цивільні особи, звільнені під час обміну полоненими між Україною та Росією. Кожна сторона звільнила по 49 осіб.

Президент Зеленський заявив, що надані США ракети великої дальності ATACMS були «безглуздими» в Україні через їхню обмежену кількість та обмеження в атаці на «(російські) військові бази та аеродроми, де були вертольоти та літаки. Це не мало сенсу», додавши, що: «Якщо в ATACMS є багато обмежень на використання ракет, тому що їх небагато….. На жаль, це не працює». Міністр закордонних справ Польщі Радослав Сікорський та міністр закордонних справ Литви Ґабріелюс Ландсберґіс відвідали Київ. Метою візиту глави польського зовнішньополітичного відомства було обговорення можливості перехоплення російських повітряних цілей, запущених в бік України.
Президент Зеленський заявив, що відбувся 56-й обмін полоненими між Україною та Росією, під час якого 49 українських військовослужбовців і цивільних осіб були обміняні на таку ж кількість росіян. Серед звільнених українців були військовослужбовці Збройних сил України, Національної гвардії, Національної поліції, Державної прикордонної служби та цивільні особи, тоді як з російського боку більшість звільнених були призовниками з Курської області.
Міністерство закордонних справ Індії повідомило, що 45 громадян Індії, яких обманом змусили підписати контракт і відправили на війну, були звільнені з російської армії. За даними міністерства, ще 50 громадян Індії все ще перебувають на фронті, і МЗС докладає зусиль для їх звільнення.
Вперше показали застосування гранотомету по типу AT4 на fpv-дроні.
Канада повністю підтримує ідею дозволити Україні використовувати зброю великої дальності по військових об'єктах на території Росії, заявив прем'єр-міністр Канади Джастін Трюдо, пише The Canadian Press.

### 14 вересня
За даними ISW, українські офіційні особи та джерела повідомили, що українське вторгнення в Курську область спонукало російську владу збільшити чисельність російського угруповання в регіоні втричі. Українські війська продовжували наступати в районі Глушково, в той час як ЗС РФ повернули собі територію біля Коренево і Суджі. Російські війська просунулися в районі Часів Яру, Покровська та Вугледара. Міністерство оборони Великої Британії повідомило, що Росія продовжує підтримувати високий темп наступальних дій на багатьох ділянках уздовж лінії фронту. У Курській області, де близько 800—900 км² залишалися під контролем України з середини серпня, ЗС РФ розпочали контрнаступ. Російські війська на чолі з морською піхотою і повітряно-десантними підрозділами атакували українські позиції на заході утвореного ними клину. На сході України росіяни поступово просувалися в районі Вугледара і на південний схід від важливого логістичного вузла Покровська, але за минулий тиждень не просунулися значно в напрямку самого Покровська.
Вночі росіяни атакували Україну ударними БПЛА типу Shahed 136/131. Усього радіотехнічними військами Повітряних Сил виявлено та здійснено супровід 76 «шахедів» із напрямків Курськ, Єйськ — рф, Чауда — Крим. 72 були збиті, ще 2 повернулись в рф, і 2 загубились локально.
В результаті російської атаки на сільськогосподарське підприємство в Запорізької області в селі Рівнопілля горів ангар на території фермерського господарства площею 350 м2, загинуло три людини. В селі Новопавлівка внаслідок обстрілу РФ зруйновано приватний житловий будинок, загинув 48-річний чоловік.
Росія атакувала енергетичний об'єкт у Сумській області вночі. Один працівник загинув, а ще сім було поранено.
Був проведений ще один обмін військовополоненими, 103 воїнів вдалося повернути в Україну з російського полону. 82 рядових та сержантів. 21 офіцера. Захисників Київщини, Донеччини, Маріуполя та «Азовсталі», Луганщини, Запоріжжя, Харківщини. Воїнів ЗСУ, Національної гвардії України, прикордонників, поліцейських.
Російські війська обстріляли Херсон в результаті чого постраждали двоє чоловіків.
Адміністрація президента Джо Байдена звернулася до Конгресу з проханням продовжити повноваження «президентських винятків» щодо поставок зброї в Україну до 2025 року, щоб решту 5,8 млрд доларів можна було використати після закінчення фінансового року, який закінчується 30 вересня 2024 року, і дозволити Україні продовжувати отримувати військову допомогу. Якщо продовження не буде надано, Білий дім може оголосити про надання великого пакету допомоги до 1 жовтня цього року, але такий підхід може спричинити логістичні проблеми, такі як брак наявних ресурсів. Радник з національної безпеки США Джейк Салліван заявив, що надання Україні дозволу на використання ракет ATACMS для ураження цілей у глибині Росії є предметом «інтенсивних консультацій», і жодного офіційного рішення ще не було прийнято.
Канцлер Олаф Шольц заявив, що Німеччина продовжуватиме підтримувати Україну у військовому плані, щоб країна не розпалася, але підкреслив, що продовжуватиме виступати проти ідеї використання Україною німецької далекобійної зброї для нанесення ударів по цілях у глибині Росії, навіть якщо інші країни вирішать інакше, вона також залишатиметься на своїй позиції. Україна почала виробництво 155-мм артилерійських боєприпасів.
Голова української розвідки генерал Кирило Буданов на 20-й Щорічній зустрічі «Європейська стратегія» у Києві висловив занепокоєння значною військовою підтримкою Росії з боку Північної Кореї, зокрема, постачанням балістичних ракет. На прохання скласти рейтинг країн, які надають Росії найбільшу військову підтримку, Буданов поставив Північну Корею на перше місце. Він додав, що Росія значно збільшила виробництво ракет, включаючи ракети «Іскандер» і керовані авіаційні бомби. В іншому інтерв'ю Буданов заявив, що Росія хоче закінчити війну до кінця 2025 або на початку 2026 року через очікувану економічну та соціальну кризу, зазначивши, що влітку 2025 року Росія зіткнеться з серйозними економічними проблемами і може бути змушена провести додаткову мобілізацію. Буданов також заявив, що напади України в глибині російської території «серйозно вплинули на соціально-психологічну ситуацію», додавши, що «віра [росіян] у те, що вони живуть у безпечній країні, була зруйнована. Це головне досягнення всіх цих глибоких атак».

### 15 вересня
За даними ISW, ЗСУ просунулися у Глушковському районі Курської області, а ЗС РФ повернули територію в цьому районі. Українські війська продовжили наступальні операції в Курській області, а ЗС РФ просунулися на підконтрольній Україні території. Російські війська просунулися поблизу Сватове, Сіверська та Донецька.
Український Генеральний штаб повідомив, що українськими бомбардуваннями та ударами з ПЗРК було знищено шість російських об'єктів зосередження особового складу, озброєння та техніки в Курській області. Крім того, було атаковано командний пункт, знищено одну артилерійську систему та понтонний міст.
Генеральний штаб України повідомив, що Росія атакувала на Харківському, Куп'янському, Лиманському, Сіверському, Краматорському, Торецькому, Покровському, Курахівському, Врем'ївському, Запорізькому та Херсонському напрямках, де відбулося 173 бойових зіткнення. Протягом доби ЗС РФ здійснили один ракетний наліт, 77 авіаударів та 114 обстрілів українських позицій та населених пунктів. Тривала операція на Курщині. Українська авіація та артилерія завдали 15 ударів по місцях зосередження бойовиків.
Вночі ЗС РФ атакували Україну двома балістичними ракетами Ікандер-М, однією авіаційною ракетою Х-59, а також 14-ма ударними БпЛА типу Shahed. Українським військовим вдалося знищити одну керовану авіаційну ракету Х-59 та 10 ударних дронів типу Shahed. Крім того, два безпілотники були локаційно втрачені на території України, ще два — повернулися в Росію.

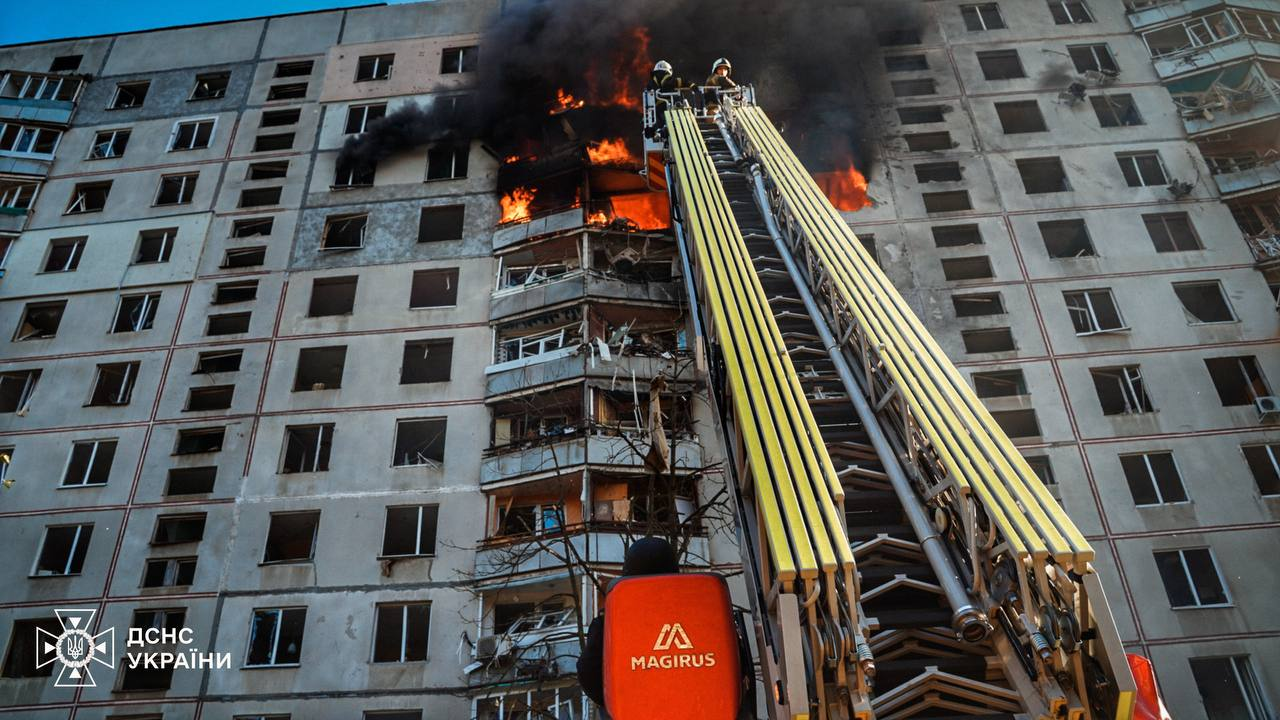
12-поверховий житловий будинок у Харкові після російського бомбардування. Загинула 94-річна жінка, 42 людини отримали поранення.

Під час нічного обстрілу Нікополя постраждало двоє людей.

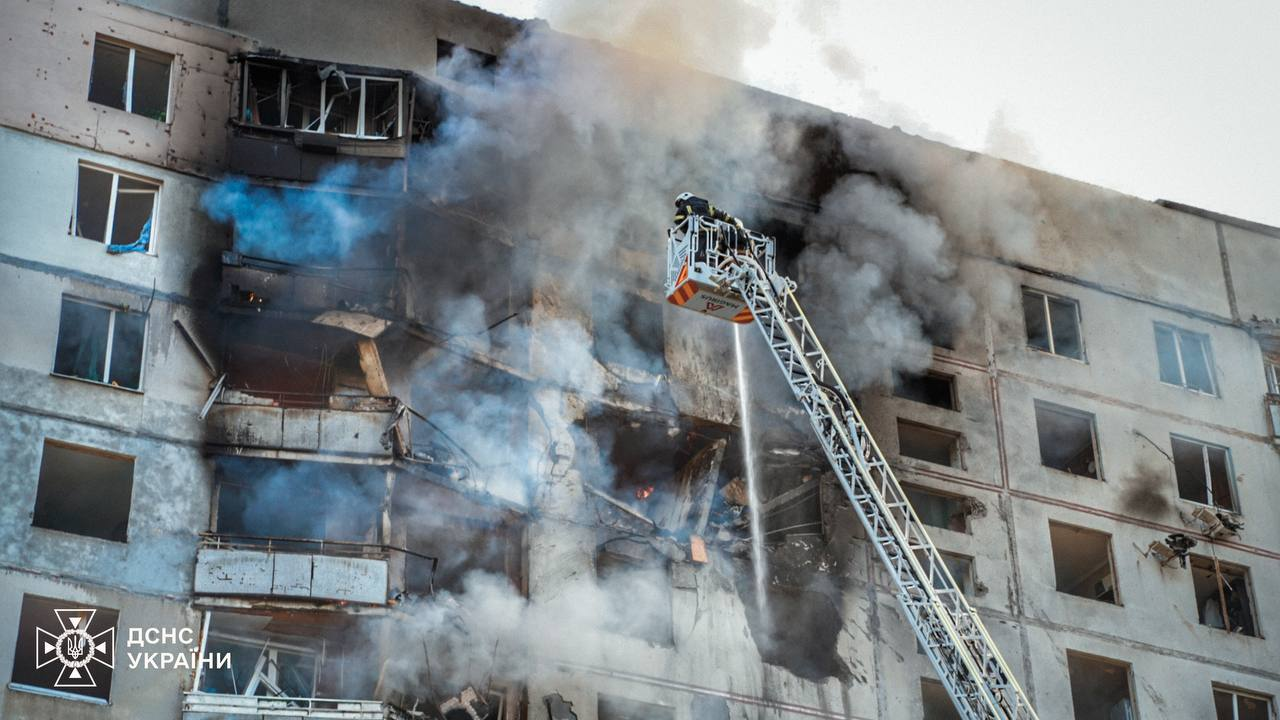
Наслідки влучання КАБу в Харкові 15 вересня 2024 року

Вночі Брянська, Ростовська та Смоленська області зазнали атаки дронів. Губернатор Брянської області Олександр Богомаз повідомив, що російська ППО збила 6 безпілотників до півночі і ще 8 дронів пізніше; постраждалих та руйнувань немає. У Смоленській області губернатор Васілій Анохін зазначив, що ППО збила два українські дрони над Рославльським та Смоленським районами. Губернатор Ростовської області Василь Голубєв повідомив про знищення дрона на заході області силами ППО, без постраждалих та пошкоджень об'єктів.
Російські загарбники використовують ЗАЕС як склад боєприпасів. Відомо, що на території ЗАЕС розміщені підрозділи росгвардії загальною чисельністю до 1300 осіб. Навколо Енергодару ворог заклав понад 20 мінних полів, вони огинають станцію і місто та мають загальну протяжність близько 6,5 км. Окупанти досі бояться можливого десантування Сил оборони із Дніпра.
Росія атакувала Харків КАБами, один з яких влучив у житлову багатоповерхівку. За останніми даними, поранені щонайменше 41 людей, троє з них — діти. Крім того, за даними голови Харківської ОВА Олега Синєгубова, внаслідок удару був зруйнований під'їзд будинку та виникла пожежа на дев'ятому поверсі. Було пошкоджено щонайменше 1500 вікон та десятки автомобілів.
Міністр закордонних справ Великої Британії Девід Леммі прокоментував ядерні погрози російського президента Володимира Путіна, зауваживши, що глава РФ просто «пускає пил в очі».
Катар обміняв 12 Panzerhaubitze 2000 з Німеччиною на RCH 155. Німеччина заявила, що PzH 2000 будуть передані Україні.
Міністерство оборони Латвії заявило, що надасть Україні бойові розвідувальні (гусеничні) броньовані машини CVR(T), раніше придбані у Великої Британії.

### 16 вересня
Згідно з повідомленням ISW, Україна вжила заходів для вирішення проблеми нестачі кадрів, але затримки і нестача західної військової допомоги Україні продовжують обмежувати її здатність формувати ефективні бойові підрозділи, які могли б захищати ключові райони і кинути виклик ініціативі, що охоплює всю лінію фронту. Українські війська просунулися у районі Глушкова Курської області, в той час як ЗС РФ відвоювали територію в цьому регіоні. Як українські, так і ЗС РФ просунулися у Курській області. Тим часом, ЗСУ відвоювали територію під Харковом і Покровськом, а ЗС РФ просунулися в районі Кремінної, Часового Яру, Покровська та Вугледара.
Росія заявила, що села Успенівка та Борки на заході Курської області були повернуті під їх контроль. Російська влада наказала евакуювати села в Риловському та Хомутовському районах Курської області, які знаходяться в межах 15 км від кордону з Україною. Глава Міністерства закордонних справ Андрій Сибіга заявив, що з першого дня операції в Курській області українська армія повністю дотримувалася норм міжнародного гуманітарного права і, як професійна армія, що дотримується високих стандартів і цінностей, захищаючи свободу і людське життя, Україна запросила ООН і Червоний Хрест долучитися до гуманітарної роботи в Курській області.
РФ атакувала в напрямках Харкова, Куп'янська, Лиману, Сіверська, Краматорська, Торецька, Покровська, Курахового, Врем'ївки, Запоріжжя та Херсона, де відбулося 157 бойових зіткнень. Протягом доби ЗС РФ здійснили 84 авіаудари та 135 обстрілів українських позицій та населених пунктів. Тривала операція на Курській дузі. Українська авіація та артилерія завдали вісім ударів по місцях зосередження та два — по радіолокаційних станціях.
Вночі росіяни атакували Україну 56 ударними БпЛА типу Shahed-131/136, ППО знищила 53 з них, ще три — локаційно втрачені.
Вночі був обстріляний Бєлгород. Про це повідомив губернатор Бєлгородської області В'ячеслав Гладков та російські телеграм-канали, повідомляється про 8 поранених, палаючі будинки і півтора десятки спалених автівок. Обстріл вівся ракетами РСЗО 122мм. Українська розвідка повідомила, що в Бєлгороді був убитий російський пропагандист Олександр Коробов, якому проломили череп. Коробов готував неправдиві матеріали про війну і був особисто причетний до скоєння тяжких військових злочинів в Україні.
Російський диктатор Путін розпорядився збільшити чисельність армії РФ до 2 млн 389 тисяч осіб. Таким чином, чисельність російської армії мала зрости на 180 тис.. Минулого разу Путін збільшував чисельність армії РФ у грудні 2023 року. Тоді її було збільшено на 170 тисяч осіб.
В Києві завершилась щорічна конференція «Ялтинська європейська стратегія» на якій серед учасників конференції були також і військові українських підрозділів, що піднімали важливі, проблемні питання теперишнього етапу війни. Так Роберт Бровді «Мадяр» повідомив, що через затримки в постачанні обіцяного озброєння ворог встигає підготуватися і деякі засоби втрачають в ефективності. Також Роберт озвучив, що ціна 82 мм міни, що у звітах проходить по 1200—1400$ на противагу 5 кг скиду для дрону обходиться його полку в 58$ викликає в нього занепокоєння.
Генеральний секретар НАТО Єнс Столтенберг, який залишає посаду, заявив, що кожна країна-член Альянсу може самостійно вирішувати, чи дозволяти Україні використовувати зброю, яку вони надають, для здійснення дальніх атак на російську територію. Ці рішення залишаються за окремими союзниками, «але важливо, щоб ми тісно консультувалися з цих питань, як ми це робимо». Коли дискусії з цього питання наблизилися до зміни політики, президент Путін та інші офіційні особи посилили свою риторику, заявивши, що такий крок означатиме пряму участь НАТО у війні з Росією. Столтенберг визнав, що «на війні немає безризикових варіантів», але «найбільшим ризиком для нас була б перемога президента Путіна в Україні».

### 17 вересня
Речник угруповання «Сіверськ» Вадим Мисник заявив, що ЗС РФ посилили свої атаки на Сумську область через успіхи українських військ у Курській області Росії. При цьому він заявив, що: «Це лише питання часу, коли вони кинуть все це на нас. Або тут, або в іншому місті. Але вони будуть бити по Україні всім, що у них є, використовуючи весь свій арсенал. Вони бачать наші успіхи в Курській операції — а ми близько до них — тому, напевно, є страх, що так чи інакше ми будемо діяти в інших містах на кордоні». Він додав, що російські військові зменшили кількість мінометних обстрілів на кордоні Сумської області і припинили атаки на Харківську область з використанням авіабомб, що може свідчити про те, що ресурси Росії «не безмежні».
У небі над Україною вночі з 51 виявленого ворожого ударного дрона було знищено 34, ще 12 втрачено внаслідок протидії РЕБ, а 2 повернулися в росію. У ніч країна-агресор Росія атакувала шахедами об'єкти енергетичної системи у Сумській області. Постраждали населені пункти Конотопського, Охтирського та Сумського районів. Об'єкти критичної інфраструктури були підключені до систем резервного живлення. Аварійні бригади наразі поводять відновлювальні роботи.
За даними ISW, ЗС РФ просунулися в районі Торецька і Покровська та на південний захід від Донецька. Російські війська захопили місто Українськ, що на південний схід від Покровська Донецької області.
ISW оцінює, що здатність України захищатися від російських наступальних операцій і протистояти ініціативі значною мірою залежить як від військової допомоги Заходу, так і від зусиль України з відновлення існуючих і створення нових підрозділів. Зазначається, що ЗСУ частково подолали дефіцит артилерійських боєприпасів, що виник через затримки з наданням західної допомоги, використовуючи безпілотники для відбиття атак російської піхоти і бронетехніки, але сучасні БПЛА не здатні компенсувати тактичні вимоги традиційної польової артилерії.
Через російськуі обстріли Херсонської області одна людина загинула, ще 4 — дістали поранення. Російські війська атакували Харків керованими бомбами, поранивши щонайменше сім осіб.
Військово-морські сили України повідомили про ракетний удар по російських складах боєприпасів поблизу окупованого Маріуполя, які були знищені. Внаслідок удару знищено інфраструктуру зберігання, а також тонни боєприпасів, які ЗС РФ накопичували для використання проти України. Радник міського голови Маріуполя Петро Андрющенко оприлюднив фотографії «зруйнованих складів» у сусідньому селі Глибоке Донецької області.
Німеччина виділить додаткові 100 млн євро допомоги Україні цієї зими.
The Wall Street Journal написало, що кількість українських і російських військових, які загинули або були поранені з початку вторгнення, сягнула мільйона осіб. Визнаючи, що визначити точну кількість загиблих і поранених у війні складно, оскільки Росія і Україна відмовляються оприлюднювати офіційні дані, WSJ посилається на якусь «конфіденційну українську оцінку», зроблену на початку року, і пише, що кількість загиблих українських військовослужбовців становить 80 тисяч, поранених — 400 тисяч.

### 18 вересня
За даними ISW, українські сили просунулися в районі Глушкова на захід від основного українського району в Курській області. Російські війська відновили позиції на підконтрольній Україні території. Російські війська просунулися вздовж лінії Куп'янськ-Сватово-Кремінна, в межах Торецька, на південний захід від Донецька і на сході Запорізької області. Росія атакувала в напрямках Харкова, Куп'янська, Лиману, Сіверська, Краматорська, Торецька, Покровська, Курахового, Врем'ївки, Запоріжжя, Херсона та Гуляйполя, де відбулося 187 бойових зіткнень. Протягом дня ЗС РФ здійснили три ракетні удари, 79 авіаударів, 154 обстріли та 1 450 вильотів безпілотників по українських позиціях та населених пунктах. Тривала операція в Курській області, де російська авіація продовжувала знищувати населені пункти. Українська авіація та артилерія здійснили дві атаки на блокпости та три — на місця зосередження.
Вночі росіяни завдали удару трьома керованими авіаційними ракетами Х-59/69 з повітряного простору окупованої Херсонської області та 52 ударними БПЛА із районів Курськ і Єйська. В результаті протиповітряного бою збито 46 ударних БПЛА.
У Баштанському районі, близько 03:45 відбулася атака крилатою ракетою. Внаслідок падіння уламків виникла пожежа на території одного із сільськогосподарських підприємств. Вибухова хвиля пошкодила сільськогосподарську техніку та зруйнувала паркан, однак обійшлося без постраждалих.
Вночі Росію атакували безпілотники. Є влучання у 107-й арсенал з боєприпасами у Тверській області у населеному пункті Торопець. Російськими ЗМІ зазначається, що пожежа виникла нібито внаслідок падіння уламків БпЛА, який збила російська ППО. Губернатор регіону Ігор Руденя розпорядився частково евакуювати жителів. На вказаному військовому арсеналі у Тверській області могло зберігатися до 30 тис. тонн боєприпасів, заявив військово-політичний оглядач групи «Інформаційний спротив» Олександр Коваленко. За його даними, переважно це були 122-мм реактивні снаряди та 82-мм міни. Якщо враховувати лише 122-мм снаряди, то це понад 460 тис. пострілів. Такий запас міг би забезпечити активні бойові дії протягом 10 місяців або більше року за середньої інтенсивності. Після атаки на склад з боєприпасами, стались землетруси. Магнітуда найпотужнішого склала 2,8 бала, протягом декількох годин, відбулись ще 16 землетрусів з магнітудою від 0,5 до 2.8.
Росіяни вдарили по Нікополю дроном-камікадзе. Відомо про двох постраждалих.
У Херсонській області ЗС РФ обстріляли 11 населених пунктів, поціливши у житлові будинки, молочну цистерну, автомагазин та службовий автомобіль, поранено 6 людей.
Президент Фінляндії пропонує виключити РФ із Ради безпеки ООН. Александр Стубб зазначив, що будь-який член організації, який веде незаконну війну, «подібну до тієї, яку Росія зараз веде в Україні», має бути усунений.
Президент України Володимир Зеленський повідомив, що план перемоги України повністю готовий. Зауважується, що усі пункти, ключові акценти та необхідні додатки з деталями до плану вже опрацьовані. «Немає і не може бути альтернативи миру, жодної заморозки війни чи інших маніпуляцій, які просто перенесуть російську агресію на інший етап. Нам потрібна надійна й тривала безпека для України, а отже — усієї Європи», — повідомив президент.

### 19 вересня
За повідомленнями ISW, президент Путін відхилив прохання Міністерства оборони Росії компенсувати російські втрати, оголосивши ще одну хвилю мобілізації навесні 2024 року. Мобілізація в Росії залишається малоймовірною в короткостроковій і середньостроковій перспективі через особисту стурбованість Путіна тим, що мобілізація становитиме пряму загрозу стабільності його режиму. Українські війська досягли незначних успіхів у Курській області. Українські війська просунулися під Харковом, а ЗС РФ — під Харковом, Сватовом, Сіверськом, Часів Яр, Харковом і Гуляйполем.
Сили протиповітряної оборони вночі збили 42 з 46 російські ударні безпілотники типу Shahed та керовану авіаційну ракету Х-59/69.
Внаслідок ракетного удару по Харкову у ніч було знищено два приватних житлових будинки, сталася сильна пожежа. Про це повідомили у Харківській обласній прокуратурі. Вранці було здійснено удар КАБами по Індустраільному району міста та по депо в Салтівському районі міста

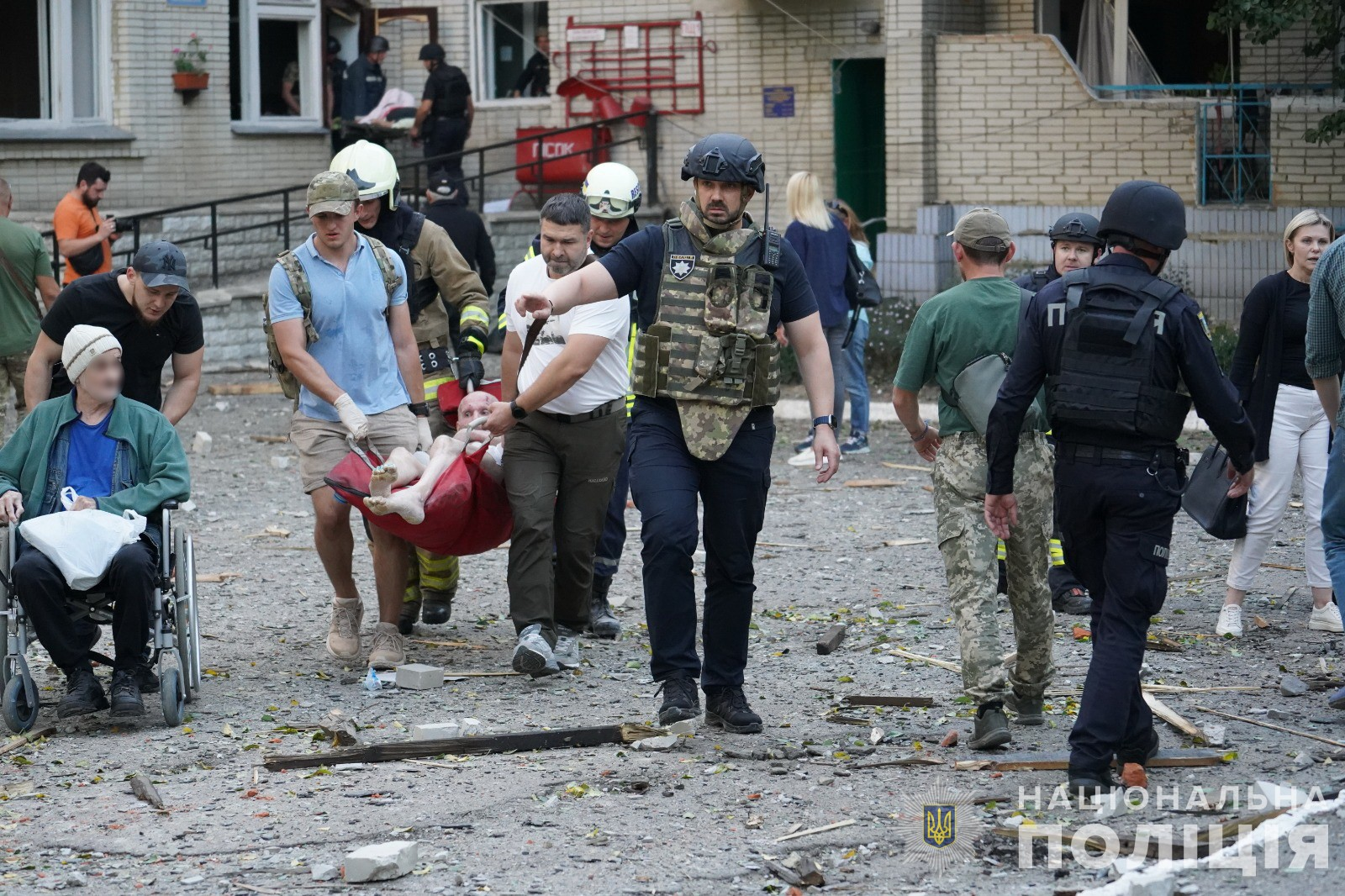
Винесення постраждалих пенсіонерів з похкодженого будинку

Росіяни атакували пансіонат для літніх людей в Сумах, одна людина загинула та 20 поранених.
Український ОПК отримав перші гроші з прибутків від заморожених активів РФ. За словами посла ЄС в Україні Катаріни Матернової підкреслила, що з прибутків від заморожених активів РФ у серпні було виділено перші 1,4 млрд євро, що дозволило одразу кільком країнам ЄС отримати гроші для подальших поставок зброї в Україну.
Російські війська обстріляли 17 населених пунктів Донецької області. Загинуло троє місцевих жителів, восьмеро поранено. Пошкоджено 58 цивільних об'єктів, включаючи житлові будинки та заклади освіти.
Німеччина передала Україні новий пакет військової допомоги, який включає два десятки танків Leopard 1 A5 та понад 60 тисяч 155-мм снарядів. 22 броньовані авто MRAP; п'ять гусеничних всюдиходів Bandvagn та один Warthog; три зенітні самохідні артилерійські установки Gepard; два радари TRML-4D; 61 тисяча 155-мм артилерійських боєприпасів; розвідувальні дрони VECTOR (30 штук), RQ-35 Heidrun (20), Songbird (12) та Hornet XR (шість); 20 надводних безпілотників; три бронеавтомобілі BIBER; одна броньована інженерна машина DACHS; шість машин розмінування WISENT 1;
Президент Європейської комісії Урсула фон дер Ляєн повідомила, що ЄС надав Україні 178 млн доларів, з яких 111 млн доларів надійшли з доходів від заморожених активів Росії в ЄС. Гроші були використані для відновлення української енергетичної інфраструктури, пошкодженої Росією. "Наша мета — відновити 2,5 ГВт потужності, що становить 15 % потреб України. Крім того, ЄС збільшить експорт, щоб постачати 2 ГВт електроенергії в Україну.
Європейський парламент 425 голосами «за», 131 «проти» і 63 «утрималися» ухвалив резолюцію, в якій закликав країни-члени ЄС зняти обмеження на використання Україною зброї, що постачається Заходом до Росії, заявивши, що «без зняття нинішніх обмежень Україна не зможе повною мірою реалізувати своє право на самооборону і залишатиметься вразливою до нападів на її населення та інфраструктуру». Вона також закликала держави-члени "прискорити і збільшити постачання зброї, систем протиповітряної оборони та боєприпасів, включаючи ракети «TAURUS», а також «підтримувати і розширювати політику санкцій проти Росії, Білорусі та країн і організацій, що не є членами ЄС, які постачають військові технології та технології подвійного призначення до Росії».

### 20 вересня
За даними ISW, ЗС РФ просунулися в районі Вовчанська, Кремінної, Торецького та Покровська, тоді як ЗСУ повернули втрачені позиції у Вовчанську та Сіверську.
Російські терористи вночі завдали ракетних ударів по Донецькій та Дніпропетровській областях, а також атакували 70 бпла типу «Shahed». Сили ППО знищили понад 60 ворожих дронів та ракету Х-59. У Повітряних силах уточнили, що окупанти атакували Донецьку область трьома ракетами невстановленого типу, Дніпропетровську область — керованою авіаційною ракетою Х-59 із повітряного простору ТОТ Запорізької області. Під час нічної атаки було зафіксовано проліт БПЛА недалеко від Хмельницької атомної електростанції (ХАЕС), повідомив голова обласної військової адміністрації (ОВА) Сергій Тюрін.
У тимчасово окупованому місті Маріуполь розмістили перших російських біженців із Суджі Курської області. «Влада» окупантів обрала місцем перебування біженців вкрадену нерухомість українців у Приморському районі Маріуполя.
Російські загарбники вдарили по Одесі балістичною ракетою Іскандер. Відомо про чотирьох поранених, також пошкоджено припортову та цивільну інфраструктуру, а також цивільне судно під прапором Антігуа.
Генеральна конференція МАГАТЕ під час своєї 68-ї сесії 65 голосами схвалила резолюцію «Ядерна безпека, захищеність та гарантії в Україні».
Норвегія розширить програму підтримки України до 2030 року, виділивши 5 млрд доларів на цивільну та військову допомогу. Щорічна допомога складатиме близько 1,3 млрд євро, загальна сума до 2030 року — 11,5 млрд євро.
За даними газети The Sydney Morning Herald, уряд Австралії звернувся до уряду США з проханням надати дозвіл на відправку в Україну 59 «призовних» танків M1A1 Abrams.
Міністр Оборони Рустем Умеров разом із президенткою Єврокомісії Урсулою фон дер Ляєн відкрили Офіс оборонних інновацій ЄС.
Внаслідок російського ракетного удару у Дніпрі зруйновані чотири поверхи дев'ятиповерхового житлового будинку. Є постраждалі.
Вночі було атаковано цент міста Харкова за допомогою КАБа. Снаряд суттєво пошкодив три будівлі міста, 15 людей зазнали поранення.

## 21-30 вересня

### 21 вересня

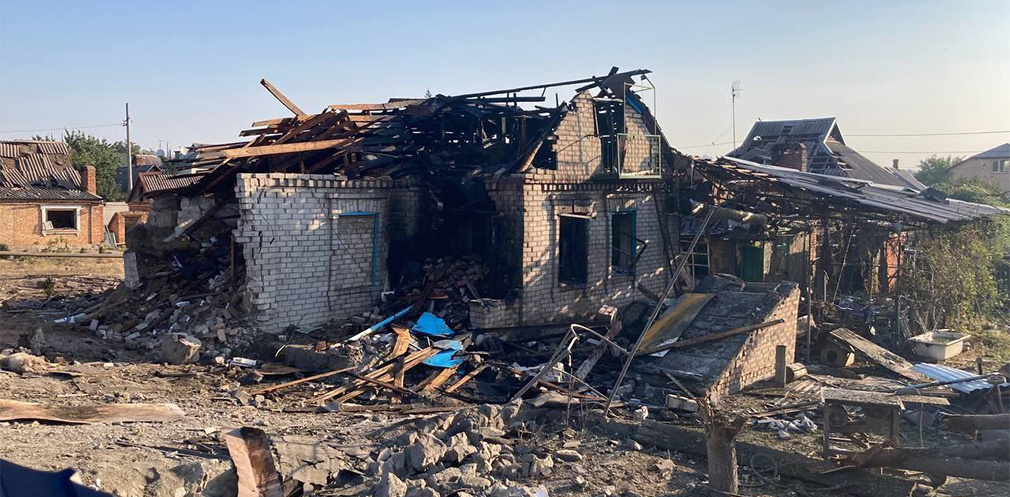
Будинок у Кривому Розі після нічного російського ракетного обстрілу. Три людини загинули і троє отримали поранення. Два будинки було зруйновано та понад 20 пошкоджено.

За даними ISW, ЗС РФ просунулися в Курській області, в той час як ЗС РФ просунулися на північ від Харкова, поблизу Куп'янська, Кремінної, Торецька і на південний захід від Донецька.
У Дніпрі було зруйновано будівлю навчального закладу, одна людина отримала поранення.
Російські окупаційні війська завдали ракетного удару по Кривому Рогу. Окупанти вдарили по житловому сектору міста. Станом на 05:00 відомо про трьох загиблих та трьох поранених, серед яких діти.
Безпілотники атакували склад з боєприпасами у селище Камінний Тихорецького району Краснодарського краю, де розташовані дві військові частини: в/ч 57229−41 і в/ч 01704. Місцеві жителі публікують відео з ефектними вибухами і вторинною детонацією. Також було атаковано 23 арсенал Головного ракетно-артилерійського управління міноборони РФ під селищем Октябрський Тверської області.
Україна атакувала військовий аеродром Шайковка у Калузькій області РФ, атаку здійснила Служба безпеки України із посиланням на джерело в СБУ.
Увечері, в аеропорту «Омськ-Північний» згорів військовий гелікоптер Мі-8. Молоді люди проникли на територію авіабази та кинули в літальний апарат заздалегідь підготовлену пляшку із запальною сумішшю, після чого втекли.

### 22 вересня
За даними ISW, ЗСУ просунулися біля Сватова, тоді як ЗС РФ дещо просунулися біля Торецька і Покровська, на південний захід від Донецька і на кордоні Донецької та Запорізької областей. Міністерство оборони Великої Британії повідомило, що головною метою російських військ залишається Покровськ на сході країни, від якого вони перебувають на відстані близько 8 км, хоча просування російських військ сповільнилося протягом попереднього тижня. У Харківській області росіяни просунулися на захід від села Піщане і зараз зайняли невеликий клин за 3,5 км від річки Оскол. За даними міністерства, ЗС РФ захочуть зайняти східний берег річки Оскол, щоб використовувати його як природний захисний бар'єр і створити умови для майбутніх операцій.
Вночі ЗС РФ атакували Україну двома керованими авіаційними ракетами Х-59/69 та випустили 80 ударних БпЛА типу Shahed. ППО знищила 71 ударний безпілотник. В Нікополі росіяни дроном атакували авто, в якому їхала родина з дітьми. Загинули мати та 12-річна дочка, батько з 4-річною донькою постраждали. Двоє жителів Херсона постраждали через атаку російських безпілотників, повідомляє ОВА. РФ атакували безпілотниками Полтавщину, є пошкодження енергетичної інфраструктури в одному районі області, внаслідок чого без світла залишились 56 побутових та 30 юридичних споживачів.
79-а Таврійська повітряно-десантна бригада повідомила, що відбила масовану російську атаку на Курахівському напрямку Донецької області, де ЗС РФ намагалися прорвати оборонні лінії біля села Костянтинівка. Як повідомляється, в атаці брали участь 20 одиниць техніки, в тому числі 14 броньованих машин з піхотою і шість танків. За даними бригади, російська колона була помічена заздалегідь і для відбиття атаки була використана артилерія, безпілотники і протитанкові ракети. В результаті один російський танк був пошкоджений і ще два знищені, а також дві російські бронемашини з солдатами.
Вночі ЗС РФ атакували Україну двома крилатими ракетами Х-59/Х-69 (запущеними з окупованої Луганської області) та 80 безпілотниками «Shahed136/131» (з Єйська та Курська). Українська протиповітряна оборона знищила 71 ударний безпілотник, ще шість було втрачено на українській території. Протиповітряна оборона діяла у Хмельницькій, Вінницькій, Черкаській, Кіровоградській, Житомирській, Київській, Сумській, Полтавській, Херсонській та Миколаївській областях. Президент Володимир Зеленський заявив, що за минулий тиждень Росія запустила майже 30 ракет, близько 400 безпілотників і понад 900 авіабомб у напрямку України.
Росія провалила нові випробування міжконтинентальної балістичної ракети РС-28 «Сармат». Спроба російських сил ядерного стримування провести випробування нової міжконтинентальної балістичної ракети 21 вересня 2024 року закінчилася повним провалом та пожежею на пусковому майданчику. На опублікованих супутникових знімках можна побачити велику прірву, яка з'явилася внаслідок падіння балістичної ракети.
Увечері в Нікополі росіяни за допомогою безпілотника атакували автомобіль, в якому їхала сім'я з дітьми. Загинули 25-річна мати та 12-річна донька, а 25-річний батько та 4-річна донька отримали поранення. ЗС РФ обстріляли шахту в селі Удачне Донецької області, внаслідок чого загинули дві жінки та одна людина отримала поранення. Обстріл спричинив пожежу на території над шахтою, що призвело до евакуації 371 шахтаря, які перебували під землею під час обстрілу.
Росія здійснила безпілотну атаку на Полтавську область, де в одному з районів було пошкоджено енергетичну інфраструктуру, в результаті чого 56 домогосподарств і 30 місцевих споживачів залишилися без електроенергії.
Вночі армія рф завдала 6 ударів по території Запоріжжю та району, 16 людей поранено.

### 23 вересня

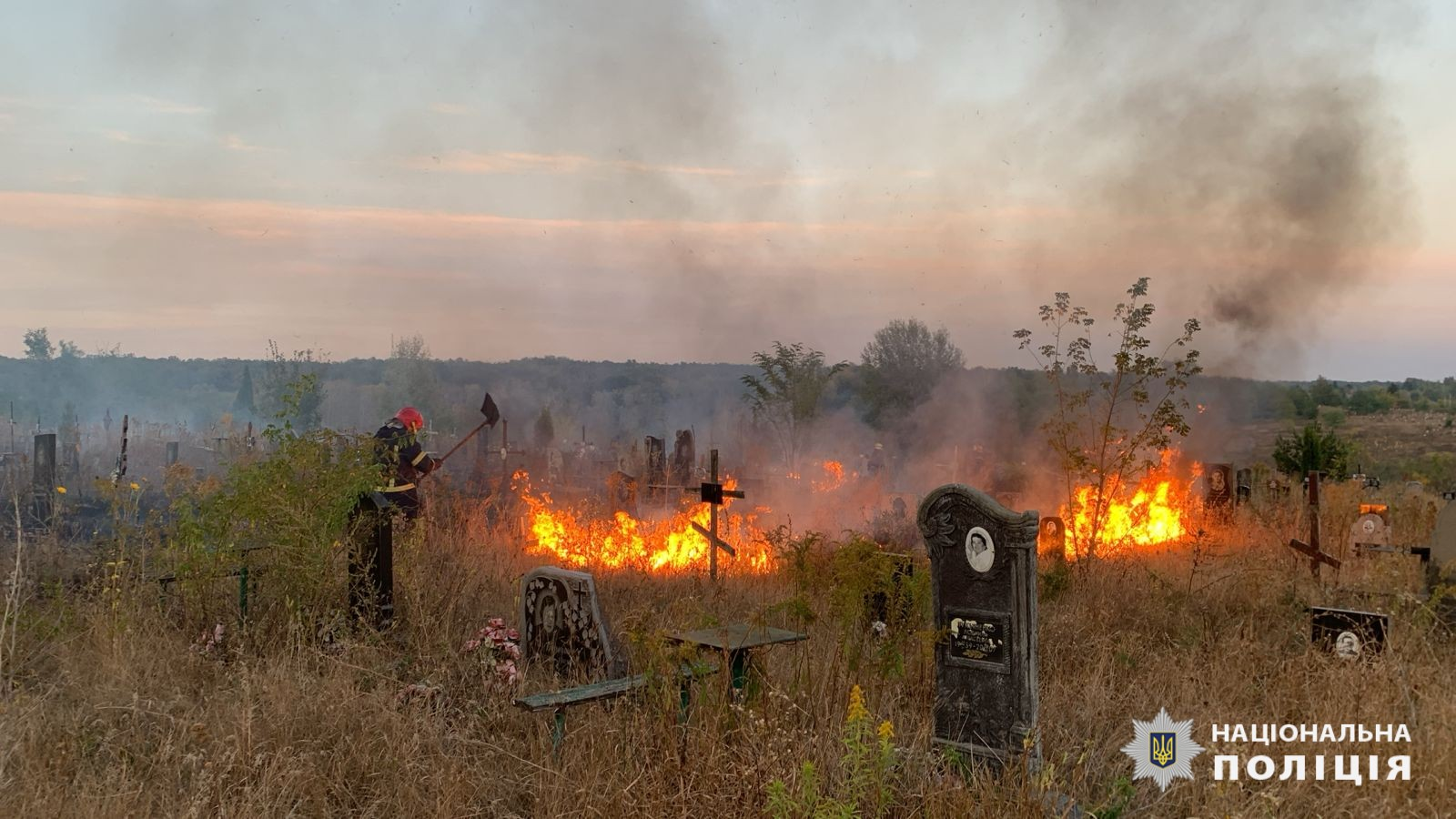
Кладовище в Циркунах після російського бомбардування

ЗС РФ просунулися в районі Глибокого, Куп'янська і Покровська, тоді як ЗСУ просунулися в Курській області. Росія протягом доби втратила 1330 солдатів.
Українська 95-та окрема Поліська повітряно-десантна бригада прорвала ще одну ділянку кордону з Росією, і опублікувала відео, на якому показано прорив інженерних загороджень, проникнення десантників на територію Росії та перші бої біля кордону. Точне місце і час атаки не розголошуються, але бригада заявила, що це була «друга успішна операція з прориву російського кордону з початку операцій в російській Курській області».
ЗС РФ вночі застосували дві керовані ракети Х-59/69 та 4 Shahed. Збито три БпЛА у Сумській області. Решта повітряних цілей — один Shahed та дві керовані авіаційні ракети — не досягли своїх цілей через активну протидію РЕБ.
Противник завдав по позиціях українських підрозділів та населених пунктах три ракетних удари із застосуванням трьох ракет, а також 72 авіаційні удари, зокрема скинув 113 КАБів. Крім цього, здійснив 5097 обстрілів, з них 162 — із реактивних систем залпового вогню, та задіяв для уражень 1464 дрони-камікадзе. За минулу добу ракетні війська і артилерія Сил оборони уразили 12 районів зосередження особового складу і озброєння та військової техніки противника, два засоби ППО, п'ять артилерійських систем, один пункт управління БпЛА та дві радіолокаційні станції російських окупантів.
Ввечері росіяни вдарили ракетами по Запоріжжю. Одна людина загинула, ще дві отримали поранення.
Міністерство оборони Великобританії оголосило про тендер на 300 великих FPV-дронів на суму 2 млн фунтів стерлінгів в рамках міжнародної Коаліції дронів для України.
СБУ знешкодила оперативно-бойову групу російського Головного управління Генерального штабу (ГРУ), яка готувала силове захоплення влади в Одесі. У результаті спецоперації в обласному центрі затримали керівника ворожого осередка та його поплічника. У них вилучили понад 70 одиниць вогнепальної зброї з оптичними прицілами та боєприпаси, а також бронежилети, шоломи, балістичні окуляри та інше тактичне спорядження.
Міністр оборони України Рустем Умєров заявив, що у 2023 році Україна використала технологію «рою дронів» для знищення або пошкодження понад 200 російських військових об'єктів, «пролетівши понад 1000 км, досягнувши Мурманська і Поволжя, знищивши російські нафтопереробні заводи і аеропорти», що змусило Росію передислокувати свої винищувачі на аеродроми за 250 км від українського кордону. У 2024 році військові можливості далекого радіусу дії були багаторазово збільшені, інвестувавши 507,6 мільйона доларів у безпілотники та 217,5 мільйона доларів у боєприпаси для безпілотників.
ЗС РФ почали використовувати в Україні китайські бронеавтомобілі ZFB-05.
Президент Чехії Петр Павел заявив, що Угорщина та інші пропулістські лідери, дружні до Росії, підірвали європейську єдність під час війни. У свою чергу, зіткнувшись із втомою від 31-місячного конфлікту, Україна повинна реалістично дивитися на перспективи повернення окупованих Росією територій. Найбільш вірогідним результатом війни буде тимчасова окупація частини території України Росією, яка може затягнутися на кілька років. Ні Україні, ні Росії не варто очікувати повної перемоги, а сам результат буде десь між поразкою України і поразкою Росії

### 24 вересня
За даними ISW, ЗС РФ вийшли на околиці Вугледара, оскільки наступ біля села посилився, але його захоплення навряд чи дасть росіянам якусь особливу оперативну перевагу в подальших наступах на заході Донецької області. Українські війська просунулися на захід від підконтрольної Україні території в Курській області та просунулися в межах Вовчанська і східного Торецька. Міністерство оборони Великої Британії повідомило, що ЗС РФ здійснили подальше просування в районі Вугледара. У центральній частині Донецької області ЗС РФ вели бої у східній частині Торецька та на південь від Покровська, але здійснили лише невелике просування в районі Часового Яру.
Командир піхоти 72-ї механізованої бригади заявив, що ЗС РФ постійно намагалися штурмувати Вугледар у Донецькій області, і ситуація залишалася «постійно напруженою». Росія використовувала різноманітну зброю, включаючи керовані авіаційні бомби, бронетехніку, ствольну артилерію, міномети та безпілотники FPV. Командувач додав, що: «Ворог має „одноразову“ техніку. Будь-яка бронетехніка, яка наближається до наших позицій, здебільшого спалюється, атаки відбуваються щодня».
Росіяни вночі атакувала Україну з використанням 81 безпілотника та 4 ракет, збито 66 ударних дронів типу «Shahed», повідомили у Повітряних силах ЗСУ, ще 13 ворожих безпілотників, внаслідок активної протидії Сил оборони, локаційно втрачені у кількох регіонах України.

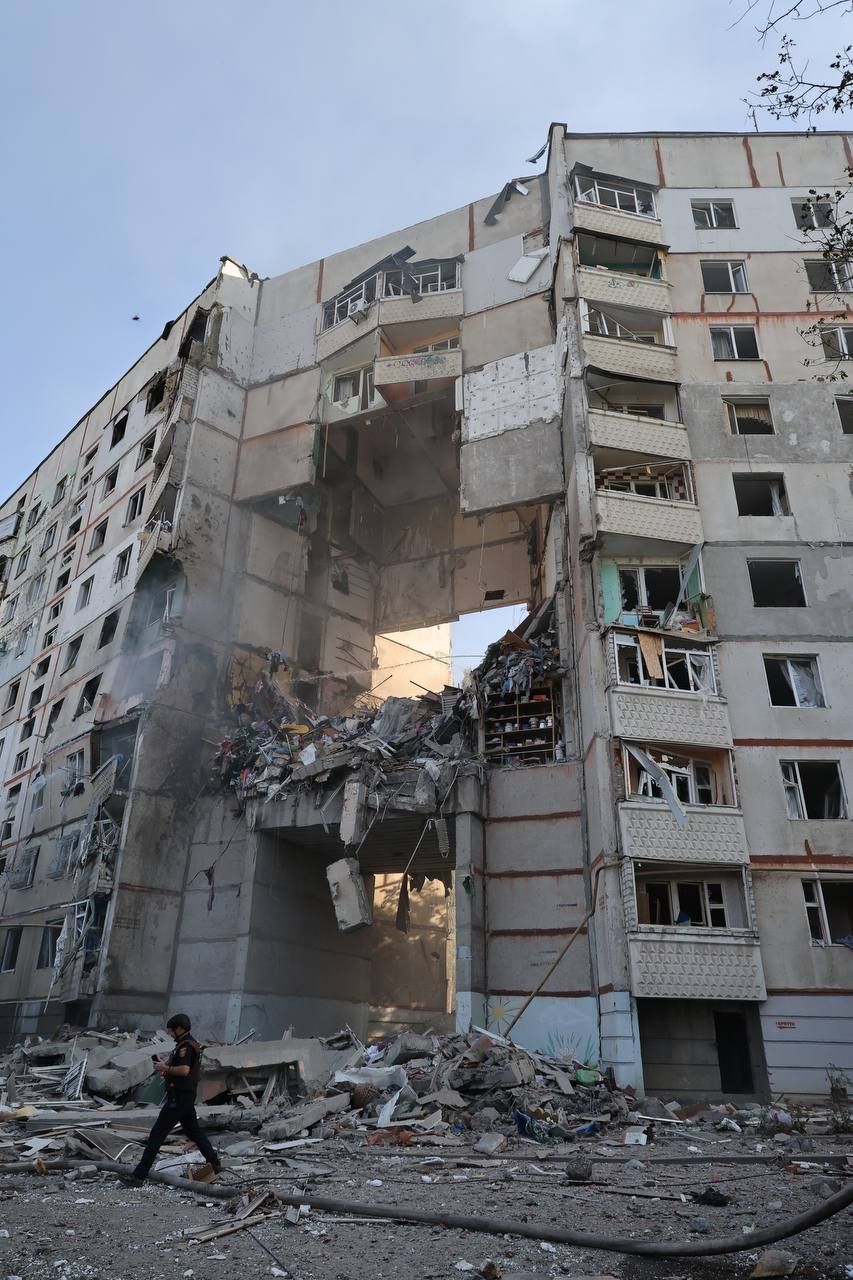
Житловий будинок у Харкові після російського бомбардування

Російські сили атакували Харків вісьмома авіабомбами ФАБ-250 і однією ФАБ-500, в результаті чого три людини загинули і 34 отримали поранення (четверо були у важкому стані), в тому числі 17-річна дівчина. Постраждали чотири райони міста, а також були пошкоджені житлові будинки в Київському і Салтівському районах Харкова, п'ять людей загинули, постраждало 36 людей.
Українські військові звільнили від російських загарбників Вовчанський агрегатний завод. Облога заводу тривала майже місяць.
Нідерланди оголосили про новий пакет підтримки України в розмірі 209,5 млн євро, який буде спрямований на відновлення критичної інфраструктури.
Нова Зеландія ввела нові санкції проти Росії та Білорусі у зв'язку із незаконним вторгненням РФ в Україну. Про це оголосив міністр закордонних справ Нової Зеландії Вінстон Пітерс, передає пресслужба уряду Нової Зеландії. Нові санкції спрямовані проти п'яти фізичних та шести юридичних осіб. Зокрема, обмеження спрямовані проти осіб, причетних до «окупації Росією Запорізької атомної електростанції, російського військово-промислового комплексу, а також білоруських фізичних та юридичних осіб, які надають підтримку цьому вторгненню».
Незалежна міжнародна комісія ООН з розслідування порушень в Україні виявила нові докази застосування катувань російською владою проти українських цивільних осіб та військовополонених, як на окупованих українських територіях, так і у РФ.
Президент Володимир Зеленський заявив, що Росія використовувала китайські супутники для фотографування українських ядерних об'єктів для можливих майбутніх атак.
Кандидат у президенти від Республіканської партії і колишній президент Дональд Трамп заявив на передвиборчому мітингу в Атланті, що подальше залучення США у війну в Україні призведе лише до проблем для США. Він розкритикував президента Джо Байдена і віце-президента Камалу Гарріс за те, що вони заважають США вийти зі складної ситуації, пов'язаної з війною. Він оголосив, що після обрання буде вести переговори, які дозволять США вийти з війни, і описав президента Зеленського, як «найкращого продавця у світі», який отримує 100 мільярдів доларів за кожен візит до США.

### 25 вересня
За даними ISW, ні російські, ні ЗСУ не здійснили підтверджених просувань у Курській області. Українські війська продовжують відвойовувати позиції у Вовчанську. Російські війська просувалися на північний захід від Кремінної, в Торецьку і на південний схід від Покровська. Повідомлялося, що ЗС РФ просуваються в межах і навколо Вугледара (на південний захід від Донецька) під час триваючих наступальних дій з метою захоплення селища.
Росія заявила, що захопила село Гостре, що за 30 км на захід від Донецька. Голова ОВА Донецької області Вадим Філашкін заявив, що ЗС РФ ще не дійшли до околиць обложеного Вугледара в Донецькій області, заявивши: «На околицях міста противника досі не було. Диверсійно-розвідувальні групи підходили, але наші захисники намагалися їх розбити. Це означало, що місто ще не було захоплене». «Наші захисники робили все можливе і неможливе. Вони спалили багато ворожої техніки». Він додав, що ЗС РФ намагалися прорвати українську лінію оборони біля міста і «наступали».
Окупанти атакували вночі Харківщину ракетою С-300 та трьома ракетами невстановленого типу, Одещину — чотирма ракетами Х-59/69 із, а також запустили 32 «Shahed». Збито 28 БпЛА та чотири Х-59/69. Ще чотири безпілотники локаційно втрачено. Сили оборони вперше знищили російський БпЛА «Shahed-136», оснащений супутниковим зв'язком Starlink від SpaceX.

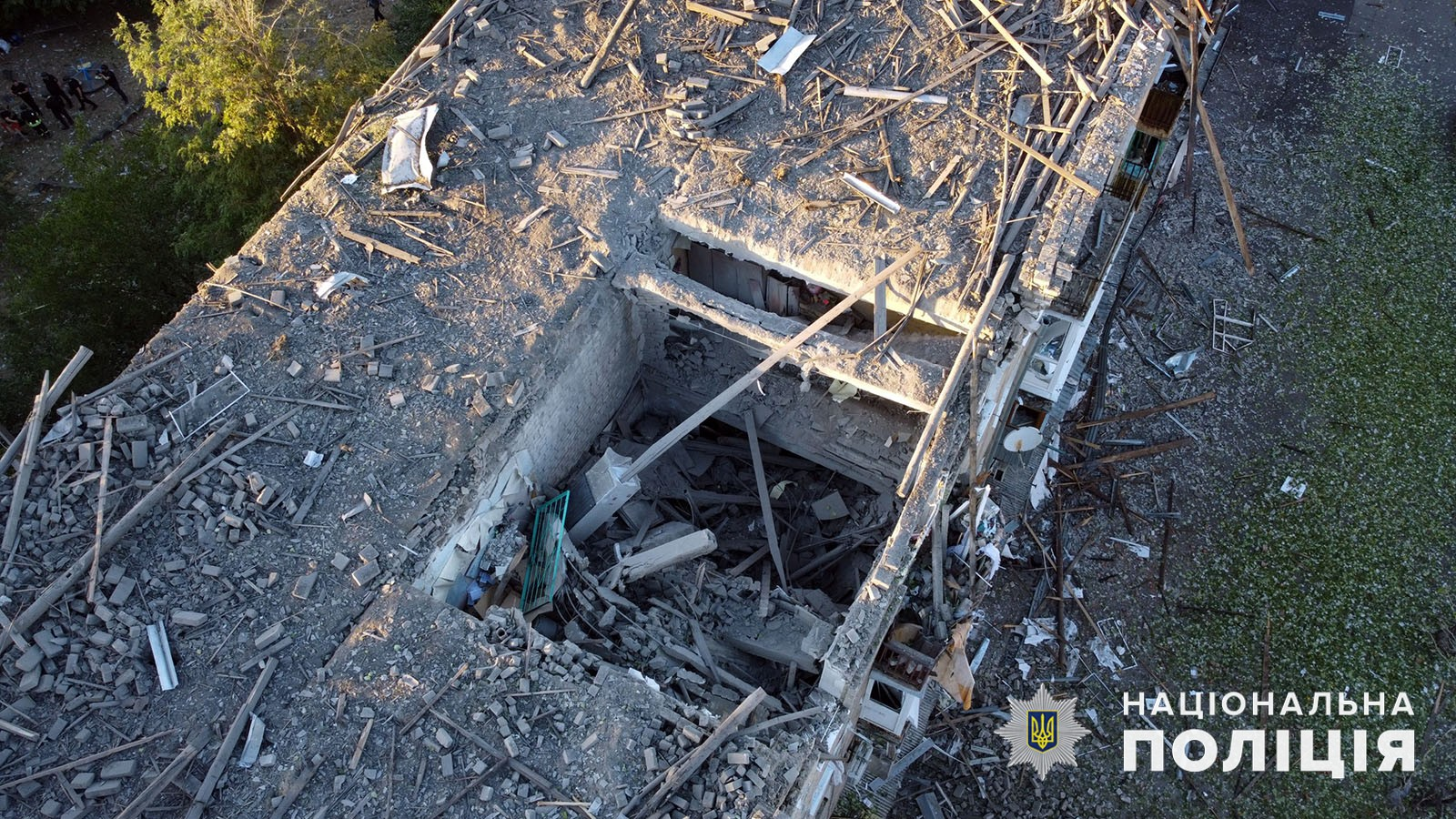
Руйнування в Краматорську після російської атаки бомбами ФАБ-250; двоє людей загинули і 19 отримали поранення

ЗС РФ нанесли авіаудари по центральній частині Краматорська. Ворожа атака на Краматорськ призвела до загибелі двох та поранення 15 мешканців, серед яких діти.
Війська РФ вкотре за день обстріляли Херсон. Смертельні поранення дістала 80-річна жінка, також постраждали двоє людей, які перебували на вулиці.

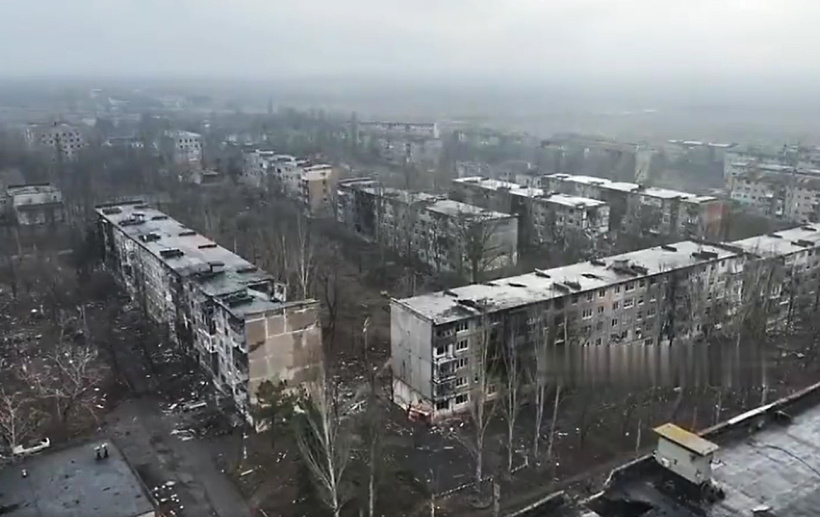
Вугледар після російських обстрілів і бомбардувань під час боїв за місто

Росія запустила секретний проект із виробництва далекобійних ударних безпілотників (БПЛА) «Гарпія-3» у Китаї, які використовуються для війни проти України.
США оголосили про пакет військової допомоги Україні на суму до $375 млн, який включає боєприпаси класу «повітря-земля», боєприпаси для систем M142 HIMARS, 155-мм і 105-мм артилерійські снаряди, протитанкові засоби Javelin і AT4, бронемашини M1117, автомобілі MRAP, легкі тактичні машини, броньовані мостові системи і патрульні катери .
У Німеччині бюджетний комітет Бундестагу схвалив пакет допомоги Україні на загальну суму 70 мільйонів євро. Кошти призначені для підтримки сектора тепло- та електропостачання.

### 26 вересня
Росіяни за добу втратили 1370 солдатів і 58 артсистем. За даними ISW, російські та українські сили продовжували атаки в Курській області, але жодна зі сторін не досягла подальшого просування в цьому районі. Російські війська просунулися на північ від Харкова і Часового Яру, а також на схід і південний схід від Покровська.
Українська 72-а окрема механізована бригада заявила, що не планує виходити з Вугледара Донецької області, незважаючи на сильні обстріли та труднощі з боку російської армії: «Ми хочемо розвіяти будь-які сумніви та думки псевдоекспертів про те, що 72-а бригада вийшла з Вугледара. Незважаючи на масовані обстріли та складні обставини, ми все ще там». Батальйон «Азіллес» відбив штурм РФ в районі Піщаного, ворог втратив 40 одиниць техніки. ЗСУ зберігали позиції у Вугледарі та Костянтинівці.
Вночі росіяни випустила по Україні понад 80 повітряних цілей. За даними ПС ЗСУ, загалом цієї ночі для атаки ворог застосував:
- дві ракети невстановленого типу, випущені з Бєлгородської області (РФ) по Сумщині
- чотири керовані авіаційні ракети Х-59/69 з акваторії Чорного моря по Одещині
- 78 ударних БпЛА типу «Shahed» з Приморсько-Ахтарська, Орла та Курська (РФ)

Силами та засобами ППО збито чотири ракети Х-59/69 та 66 безпілотників. Ще вісім БпЛА локаційно втрачено над Україною, один «Shahed» полетів назад до РФ, ще один досі у повітряному просторі України, бойова робота триває. Над Києвом в ході нічної атаки «Shahed» збили біля 10 БпЛА. Поранена дитина, пошкоджені 20 авто, у Печерському районі сталася розгерметизація газової труби на першому поверсі житлової п'ятиповерхівки Унаслідок нічної атаки російських безпілотників в Івано-Франківській громаді зафіксовані пошкодження електромереж, центр міста залишився без світла. В результаті авіаційного удару по Запоріжжю поранені 7 людей, з яких 1 дитина, зруйновано 11 приватних житлових будинків та 1 триповерховий житловий будинок. Вночі в Московській області було ліквідовано полковника ЗС РФ Олексія Коломєйцева, що займався підготовкою операторів дронів та керував профільним центром.
Внаслідок ракетної атаки в Одеському районі загинула 62-річна жінка. Пошкоджені будівлі та автівки.
Російські війська вдарили по Харкову трьома авіабомбами. Внаслідок прильотів по місту є 1 постраждалий, зруйновано два приватних будинки.
Зранку зафіксовано три пуски аеробалістичних ракет Х-47М2 «Кинджал» з повітряного простору РФ у напрямку Старокостянтинова Хмельницької області.
Вдень російські окупаційні війська FPV-дронами обстріляли залізничний вокзал в Сумській області. Відомо про трьох поранених залізничників, а також руйнування.
Велика Британія запровадила санкції проти п'яти кораблів та двох судноплавних організацій, пов'язаних із транспортуванням російського скрапленого природного газу.
Президент США Джо Байден оголосив про виділення Україні військової допомоги на $7,9 млрд, зокрема $5,5 млрд за програмою президентського скорочення озброєнь, термін дії якої закінчується наприкінці вересня 2024 року, і $2,4 млрд на додаткові засоби протиповітряної оборони, безпілотні літальні апарати та боєприпаси класу «повітря-земля», а також на зміцнення оборонно-промислової бази України та підтримку її технічного обслуговування і підтримки.

### 27 вересня
Втрати РФ на війні проти України перевищили 650 тисяч. протягом доби ЗСУ ліквідували 1470 росіян.
За даними ISW, українські сили відбили атаку посиленого російського механізованого батальйону в напрямку Куп'янська, що стало першою великою російською механізованою атакою вздовж лінії Куп'янськ-Сватово-Кремінна з зими 2024 року.ЗС РФ та ЗСУ продовжували наступ у Курській області, але жодна зі сторін не досягла прогресу. Російські війська просунулися поблизу Торецька та на південний схід від Покровська.

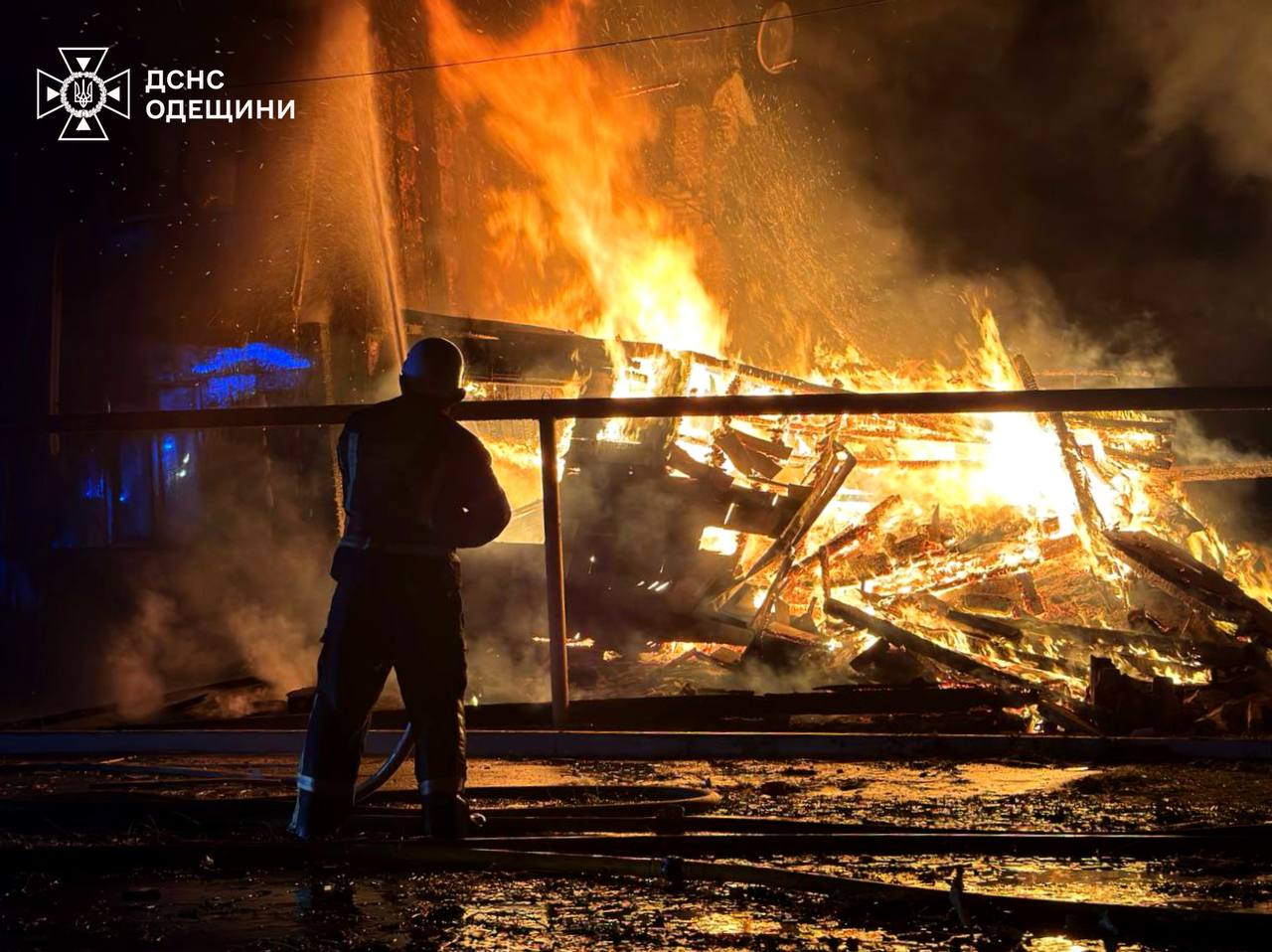
Руйнування в Ізмаїлі після нічних атак російських безпілотників; троє людей загинули і 14 отримали поранення.

За добу відбулося 180 зіткнень, найгарячішим був Покровський напрямок. Росіяни вночі атакували Україну балістичною ракетою Іскандер-М/KN-23 із тимчасово окупованого Криму, двома крилатими ракетами Х-22 із бомбардувальників Ту-22М3 з акваторії Чорного моря. Також загарбники випустили по Україні 32 ударні БПЛА типу Shahed з Приморсько-Ахтарська. Силами ППО вдалось збити 24 бпла. Російські загарбники нанесли ракетний удар по поліцейському управлінню та будинку у Кривому Розі, 4 поліцейських загинуло, поранино ще три людини.
Росіяни здійснили масовану атаку БпЛА на Ізмаїл. Відомо про 3 загиблих та 14 постраждалих, серед них троє дітей: двоє хлопчиків 3 і 13 років та 14-річна дівчинка.
Вранці війська РФ атакував житлову забудову у селі Інгулець на Херсонщині керованими авіабомбами. Постраждали четверо людей, серед яких двоє дітей. У Румунії оголошували тривогу через російські безпілотники на кордоні з Україною. Внаслідок удару по Ізмаїлу троє людей загинуло, 11 було поранено.
СБУ та Офіс генерального прокурора повідомили про підозру у пособництві в збройній агресії голові Центробанку РФ Ельвірі Набіулліній.

### 28 вересня
За даними ISW, ЗС РФ досягли незначного прогресу в Курській області і просунулися поблизу Куп'янська, Селидівська і Вугледара, основні бої точилися на Покровському напрямку. Росіяни просунулися у східному Торецьку вздовж вулиць Дарвіна та Пушкаренка, захопили місто Залізне на південний схід від Торецька.
Російські війська готувалися до штурмових операцій на південному сході Запорізької області, де противник накопичував особовий склад, переважно поблизу окупованого Приютного. Стало відомо, що окупанти налагодили в школах окупованого Маріуполя виготовлення безпілотників для війни.
Вночі ППО України знищила 69 із 73 БпЛА «Shahed» та 2 керовані авіаційні ракети Х-59/69, атаки зазнали 13 областей України. Один з безпілотників змінив напрямок на росію, тоді як ще три були локаційно втрачено на території України. Уламки ворожих безпілотників пошкодили енергетичну інфраструктуру в Полтавській області. Внаслідок нічної атаки Одеської області, пошкоджено базу відпочинку.
У Козачій Лопані російський дрон атакував цивільний автомобіль, в ньому загинув суддя Верховного суду Леонід Лобойко.
Росіяни атакували лікарню і житловий сектор в Сумах. Внаслідок атак загинуло 8 людей, ще 11 зазнали поранень. Коли на місце приїхали рятувальники, було завдано ще одного удару.Серед поранених є представники поліції. Внаслідок удару по Добропіллю семеро людей було поранено.
Литва, оголосила про передачу Україні нової партії військової допомоги. Згідно з даними Міноборони Литви, нова партія допомоги для України містить логістичне обладнання, боєприпаси, ноутбуки та інше.

### 29 вересня
За даними ISW, українські сили просунулися в районі Глушкова, на захід від української проекції в Курській області. Російські війська просунулися на Торецькому і Покровському напрямках. Російські війська захопили село Крутий Яр на південний схід від Покровська. Росія також заявила, що взяла під контроль Макіївку в Луганській області. Війська РФ знаходилися за 3 км від річки Оскол у Харківській області.
За добу ЗСУ знищили 1170 окупантів, 62 артилерійські системи і 38 бойових броньованих машин.

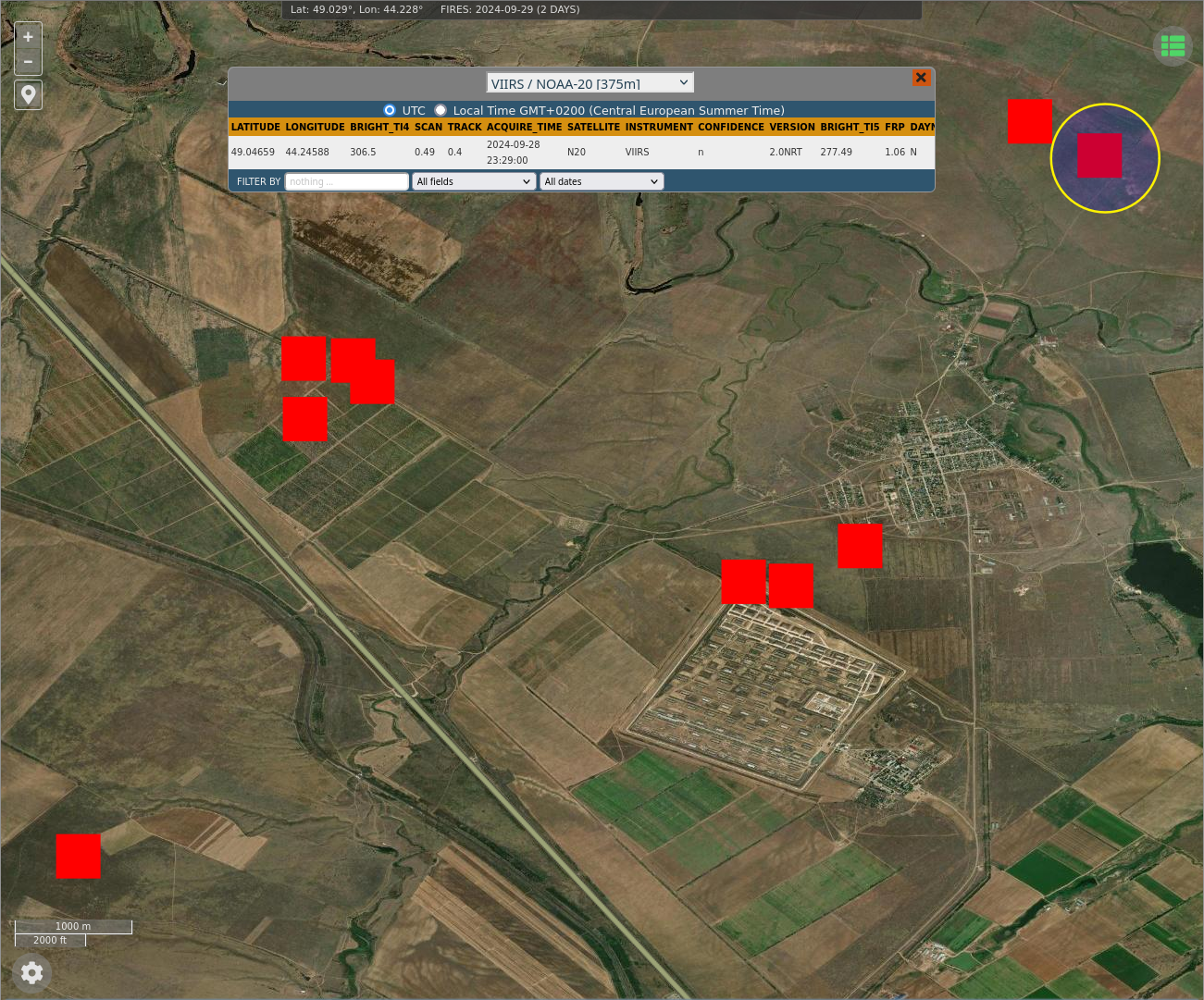
Пожежі, що спалахнули 29 вересня поблизу Котлубані, були виявлені супутниками NASA FIRMS, перше виявлення відбулося о 23:29 (UTC) 28 вересня.

РФ випустила 22 БпЛА Shahed по Україні, збито 15 у Сумській, Вінницькій, Миколаївській та Одеській областях. Внаслідок протидії РЕБ ще п'ять ворожих безпілотників локаційно втрачено.
Росіяни повідомили, що цієї ночі понад 120 дронів атакували різні регіони Росії. Вибухи лунали в десятках місць, зокрема про них повідомляли з Єйська та Приморсько-Ахтарська, де знаходиться військовий аеродром і звідки запускають «Shahed».
У селищі Котлубань Волгоградської області 120 безпілотників атакували біля арсенал із боєприпасами. Система моніторингу пожеж NASA зафіксувала три точки пожежі поряд з арсеналом боєприпасів у Котлубані. Там розташований арсенал Головного управління ракетного артилерійського Міноборони РФ. Місцеві губернатори повідомляють про пошкодження без жертв. За словами губернатора Олександра Гусєва, у Волгограді впало кілька безпілотників, що спричинило пожежі у двох житлових будинках. У кількох районах спалахнули пожежі, повідомлялося про пошкодження автомобілів внаслідок падіння уламків.
Росіяни 13 разів вдарили КАБами по Запоріжжю. Одне із влучань прийшлося по житловій багатоповерхівці, інше — по вокзалу. Кількість поранених зросла до 11 осіб.
Російські війська атакували 14 сіл, поранивши 10 осіб.

### 30 вересня
За добу росіяни втратили 1250 солдатів, 27 артилерійських систем і 53 одиниці автомобільної техніки.
За даними ISW, ЗС РФ просунулися в районі Глушкова в Курській області, тоді як українські та ЗС РФ досягли прогресу на підконтрольній Україні території в Курській області. Російські війська просунулися в напрямку Сватового, Часів Яр, Торецька, Покровська та Донецька.
Міністерство оборони Росії заявило, що ЗС РФ захопили село Неліпівка на північ від Новугорода в Донецькій області. Російські війська використовують «максимальний спектр зброї» для атаки на нещодавно захоплений Вовчанський агрегатний завод у Харківській області, описавши ситуацію як «складну». Російські війська постійно атакують харківський напрямок, роблячи завод у місті «ціллю номер один». Він заявив, що «[завод] не є тактичною ціллю як такою для [Росії]. Але в той же час втрата цього об'єкту була дуже сильним ударом по її іміджу», в результаті чого ЗС РФ почали атакувати завод, використовуючи керовані авіаційні бомби і реактивні системи залпового вогню ТОС-1А «Солнцепек». «Іншими словами, [Росія] слідувала своїй стандартній практиці знищення того, що вона не змогла завоювати».
Вночі росіяни завдали удару по Україні ракетами різних типів та ударними БпЛА. Силам ППО вдалося збити 67 дронів та ракету Х-59/69. Зазначається, виявлено та здійснено супровід 76-ти засобів повітряного нападу РФ:
- однієї балістичної ракети «Іскандер-М» із окупованого Криму;
- однієї керованої авіаційної ракети Х-59/69 із повітряного простору ТОТ Запорізької обл.;
- однієї протирадіолокаційної ракети Х-31П із повітряного простору над акваторією Чорного моря;
- 73 ударних БпЛА типу «Shahed» із районів Курськ, Єйськ, Орел — рф.

"В результаті протиповітряного бою збито одну керовану авіаційну ракету Х-59/69 та 67 ворожих ударних БпЛА типу «Shahed»
У Дніпропетровській області ремонтна бригада компанії ДТЕК потрапила під ворожий обстріл, під час проведення робіт на повітряній лінії. Один з бпла уразив бригадну автівку, яка загорілася. На щастя, енергетики встигли укритися та залишилися неушкодженими.
Вересень став першим місяцем зі щоденними атаками «Shahed» Усього ворог випустив по Україні 1339 ударних БПЛА типу «шахед», з яких було збито 1107, а ще деяка частина подавлені засобами РЕБ.
Речник Державного департаменту США Метью Міллерзаявив, що Україні «не потрібен дозвіл» від американського уряду на здійснення глибоких ударів по цілях у Росії. Це за умови, що зброя, яка використовується, буде українського виробництва. Адміністрація Джо Байдена тримає свою стратегію щодо України в таємниці, незважаючи на вимогу Конгресу оприлюднити таку стратегію для того, щоб звітувати про допомогу, яку США надають Україні.
Президент Владімір Путін підписав указ про те, що 133 000 росіян у віці від 18 до 30 років будуть призвані на військову службу в період з жовтня 2024 року по січень 2025 року. Указ поширюється на росіян, які не перебувають у запасі і є військовозобов'язаними.
Про події наступного місяця йдеться у статті про жовтень 2024 року.